# Église Saint-Leu-Saint-Gilles de Chennevières-lès-Louvres
L'église Saint-Leu-Saint-Gilles est une église catholique située à Chennevières-lès-Louvres, dans le Val-d'Oise, en France. Elle remplace une ancienne église dédiée à saint Médard, qui se trouvait au sud du village et a été rasée au début du XVIIIe siècle au plus tard. L'église actuelle a été fondée au XIVe siècle par le seigneur de Chennevières, Gilles Choisel, d'où elle tient son saint patron, Gilles l'Ermite. Le second patron, saint Loup, n'est attesté qu'au milieu du XVIe siècle. C'est à cette époque qu'un spacieux chœur Renaissance est édifié à l'est de la petite nef gothique. Il est flanqué de deux chapelles, dont celle du nord est dédiée à la Vierge Marie et accueille une statue de la Vierge à l'Enfant du début du XIVe siècle. Le décor de l'abside est particulièrement soigné, et des niches à statues, dont deux avec des dais richement ouvragés, y agrémentent les piliers. Selon une inscription, l'achèvement du chœur actuel peut être situé en 1577. À cette époque, c'est encore une tour associée au château tout proche qui fait office de clocher. Il s'écroule en 1718, et le seigneur M. Nouveau offre ainsi un nouveau clocher à la paroisse, qui est peu élevé mais coiffé d'une flèche élancée. Il sert en même temps de porche et précède la nef. Les bas-côtés de la nef ont été bâtis en même temps que le clocher, en 1719. Des restaurations ont lieu au XIXe siècle ; il est possible que la nef ait été revoûtée à cette époque. L'église Saint-Leu-Saint-Gilles est donc un édifice composite, où la différence de hauteur entre la nef (7,10 m) et le chœur (11,75 m) est frappante, ainsi que la différence de la qualité de l'architecture. Le chœur seul présente un réel intérêt artistique ; il est d'une élégance sobre et possède, avec son abside entourée de niches à statues, l'un des plus beaux espaces liturgiques du XVIe siècle en pays de France. L'église est toutefois classée monument historique en totalité depuis 1980.

## Localisation

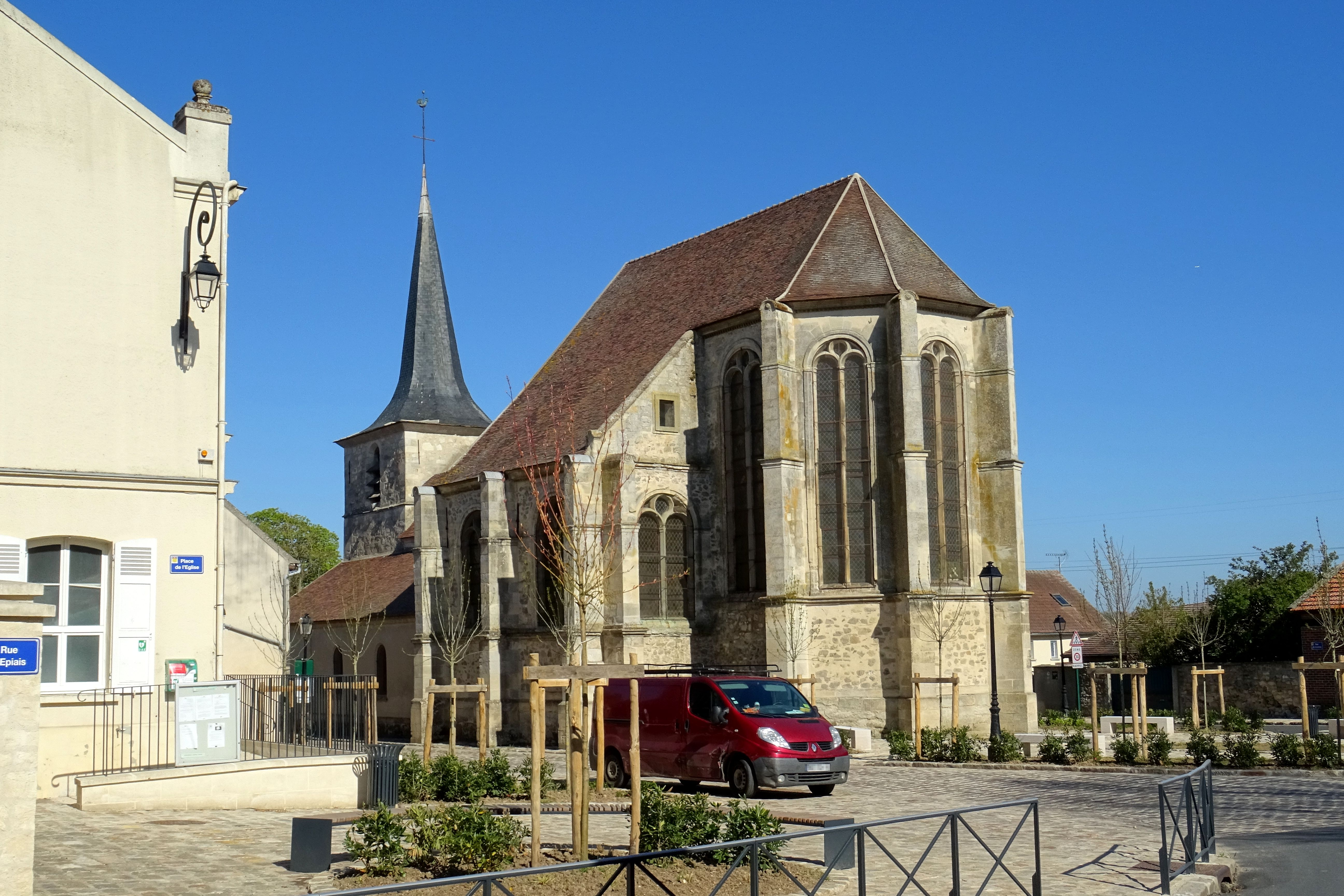
Vue depuis le sud-est.

L'église est située dans le département français du Val-d'Oise, en pays de France, sur la commune de Chennevières-lès-Louvres, place de l'Église. Cette place a une forme allongée, de sorte que la façade est précédée d'un parvis bordé de deux rangs de tilleuls, et qu'une pelouse également arborée fait suite au chevet, alors que les élévations latérales de l'église longent directement la rue. Nommée elle aussi place de l'Église (RD 165e) aux abords de l'édifice, la rue se divise en deux voies à sens unique à son approche : La circulation passe par le nord dans le sens est-ouest, et par le sud pour le sens invers. L'église est ainsi entièrement dégagée d'autres constructions et l'on peut en faire facilement le tour, mais la proximité immédiate des voies de circulation n'est pas sans poser problème.

## Historique

### Les origines

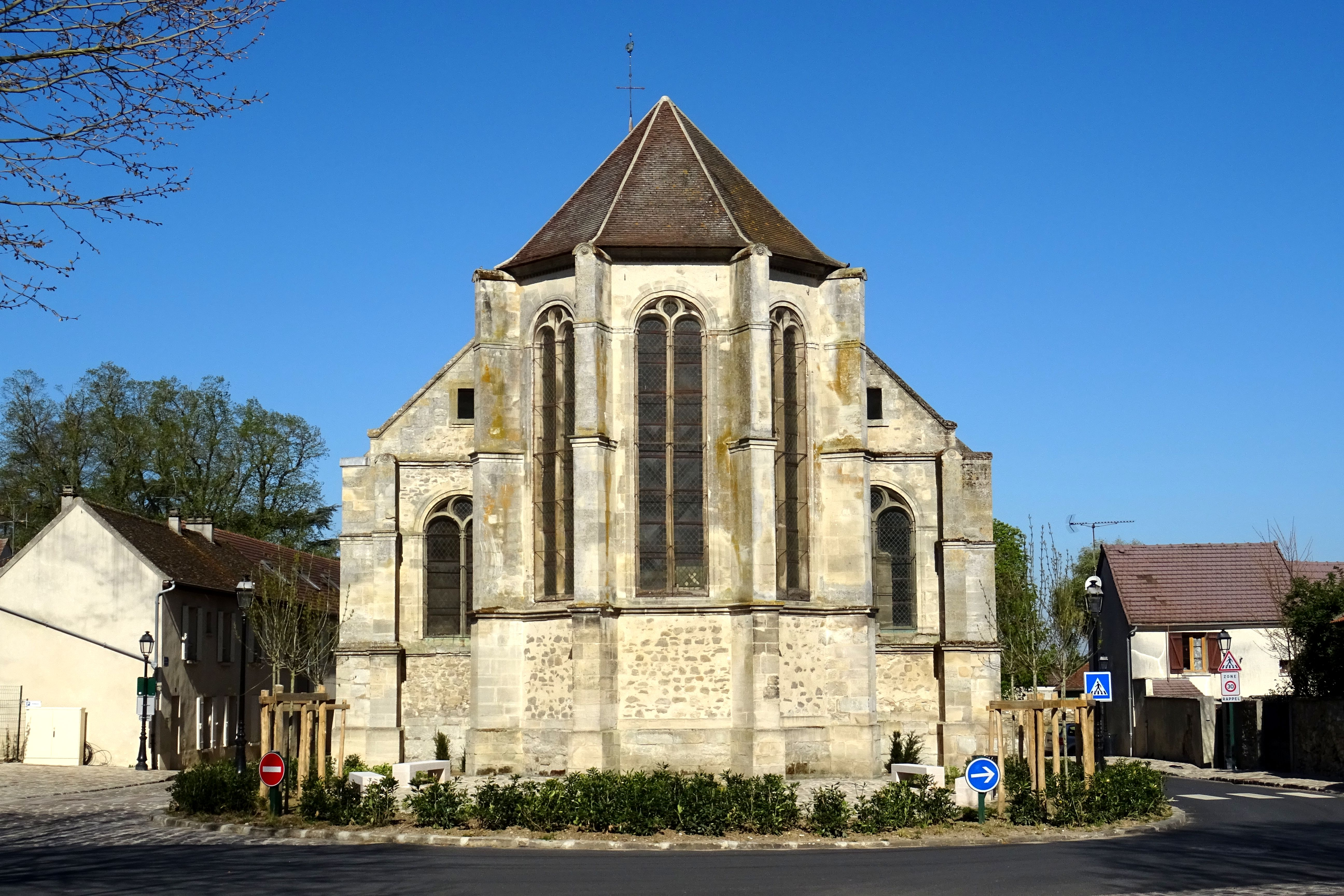
Vue du chevet.

Sous l'Ancien Régime, Chennevières-en-France se situe dans le doyenné de Montmorency de l'archidiocèse de Paris. La cure est attestée pour la première fois par le pouillé du XIIIe siècle, mais l'abbé Lebeuf la compte néanmoins parmi les cures anciennes du diocèse. Elle est à la nomination directe de l'archevêque de Sens, puis de l'archevêque de Paris, et n'a jamais été cédée à un établissement monastique. L'abbaye de Saint-Denis est un propriétaire foncier à Chennevières, et le grand abbé Suger, bâtisseur de la basilique de Saint-Denisn serait natif de Chennevières, mais les liens avec l'abbaye s'arrêtent là. Chennevières est apparemment la paroisse-mère d'Épiais-lès-Louvres, qui en est démembré pendant la première moitié du XIVe siècle, quand Épiais obtient sa propre église. L'église paroissiale primitive commune aux deux villages se situe au sud de Chennevières, sur la route d'Épiais-lès-Louvres, et est placée sous le patronage de saint Médard. Dès le XVe siècle, elle n'est plus mentionnée que comme chapelle. L'abbé Lebeuf, qui écrit au milieu du XVIIIe siècle, relate qu'elle a été profanée et détruite « dans les dernières années ». Il a encore trouvé sur place une « ancienne tombe gothique fort effacé ». C'est vraisemblablement le seigneur de Chennevières, Gilles Choisel, qui entreprend la fondation de l'église paroissiale actuelle au XIVe siècle. On le déduit de son premier vocable, saint Gilles l'Ermite, patron du seigneur local. L'abbé Lebeuf a des doutes que l'église soit réellement dédiée à saint Leu comme second patron, mais elle est mentionnée sous son double vocable dès 1553. L'association des deux saints est fréquente en Île-de-France, ce qui est étonnant car leurs biographies ne sont pas liées. La fête patronale a traditionnellement lieu le 1er septembre,.

### Les campagnes de construction de l'église

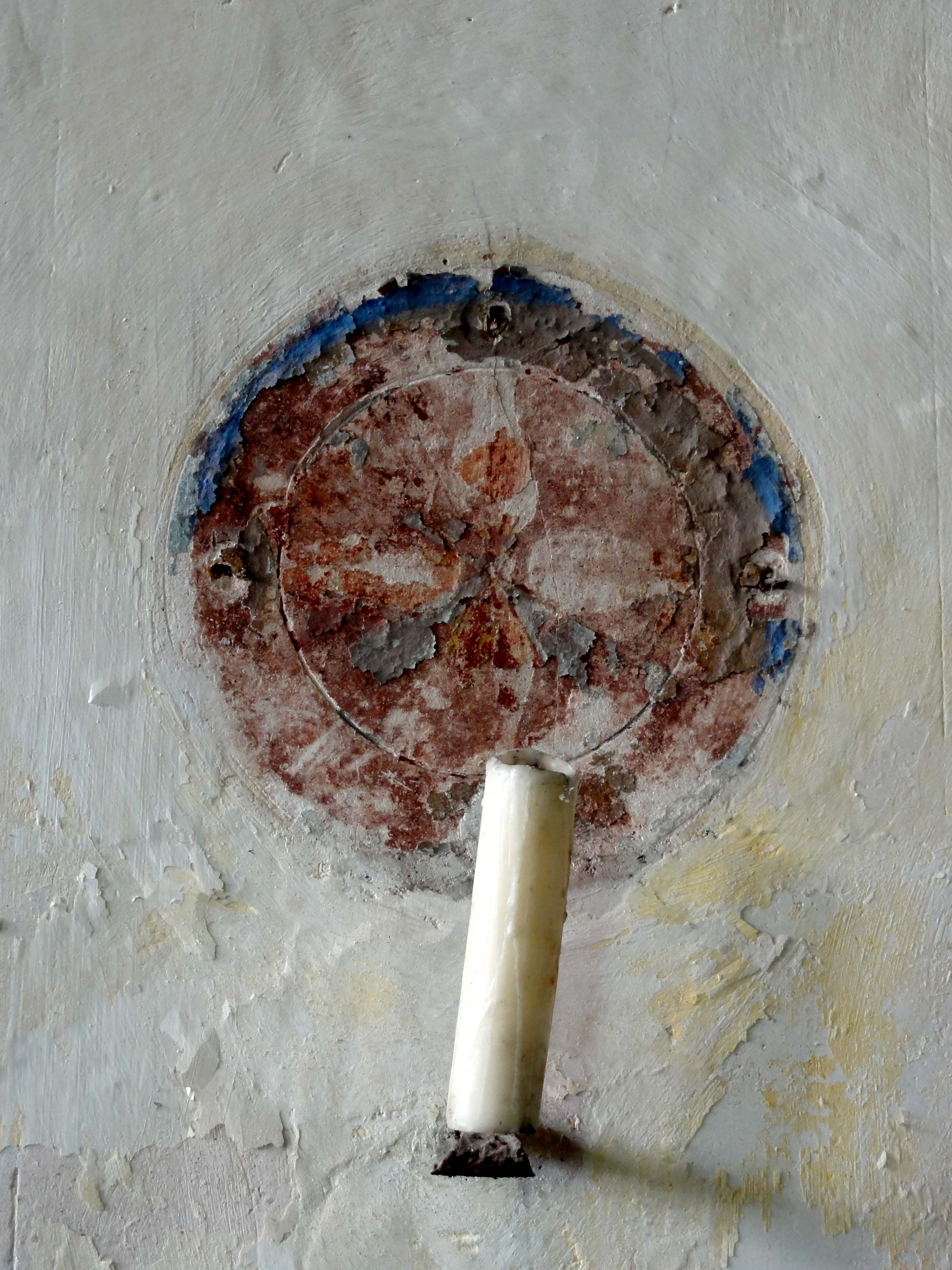
Croix de consécration (non datée) dans la nef.

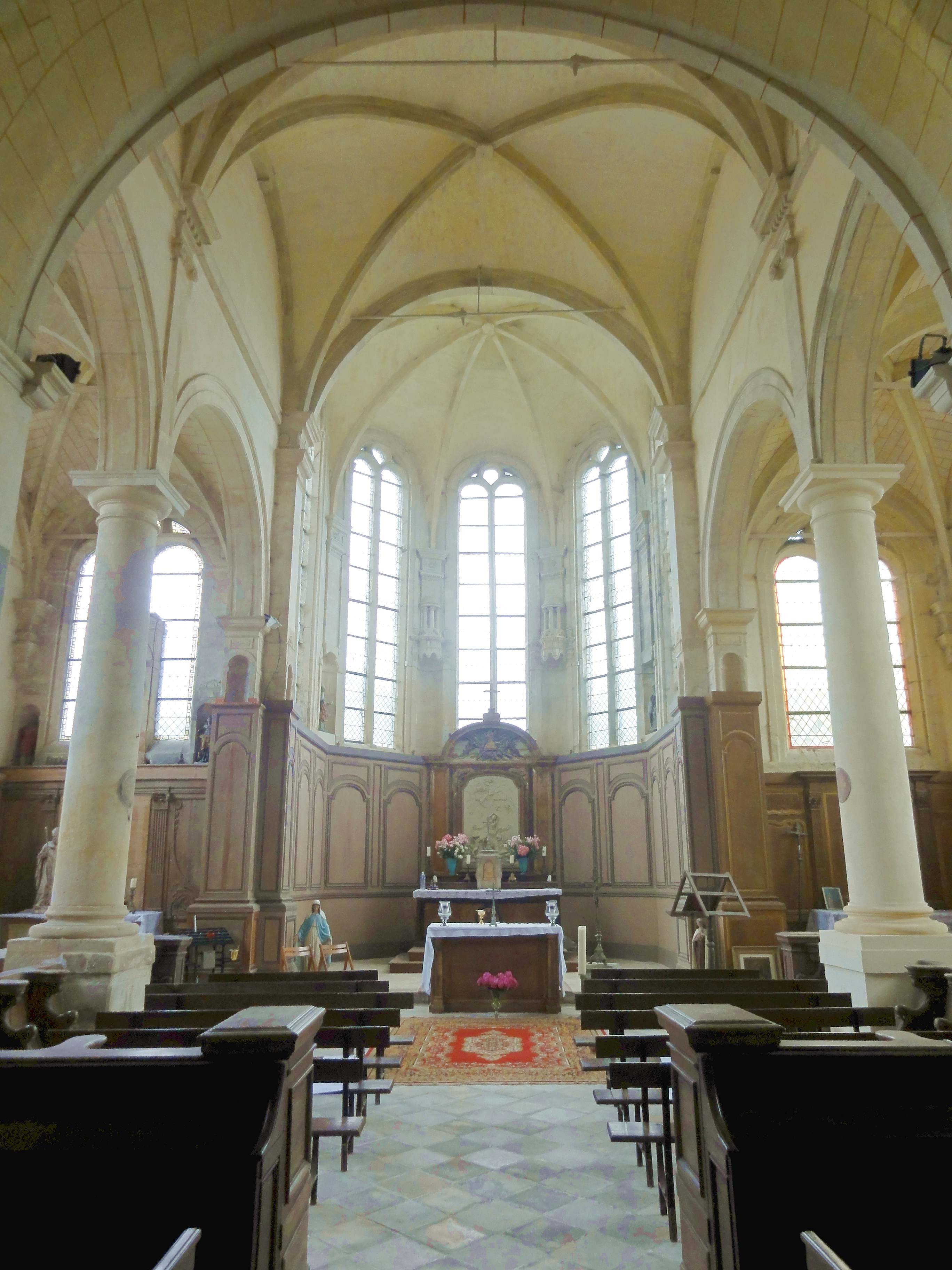
Chœur, vue vers l'est.

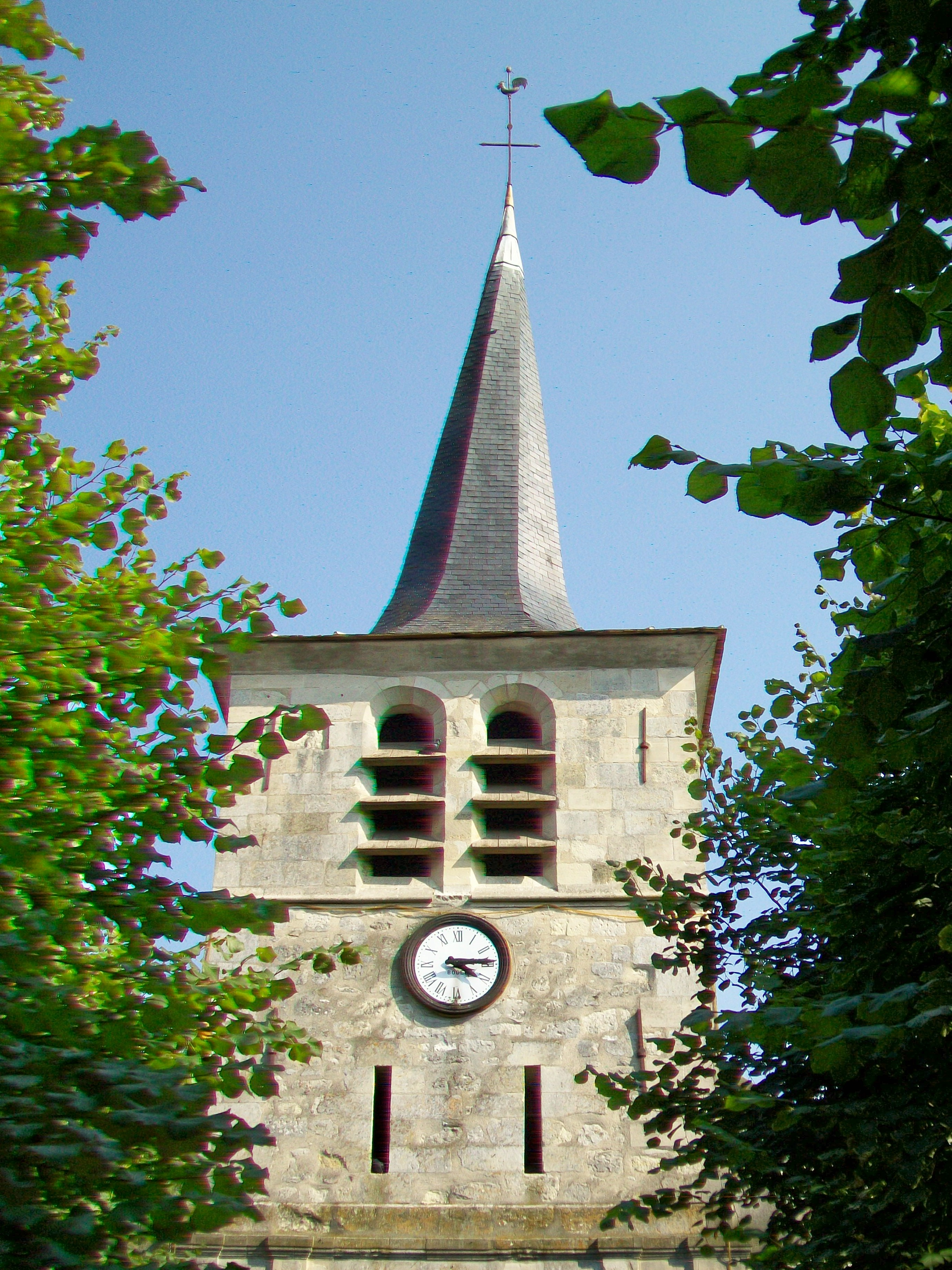
Clocher, parties hautes.

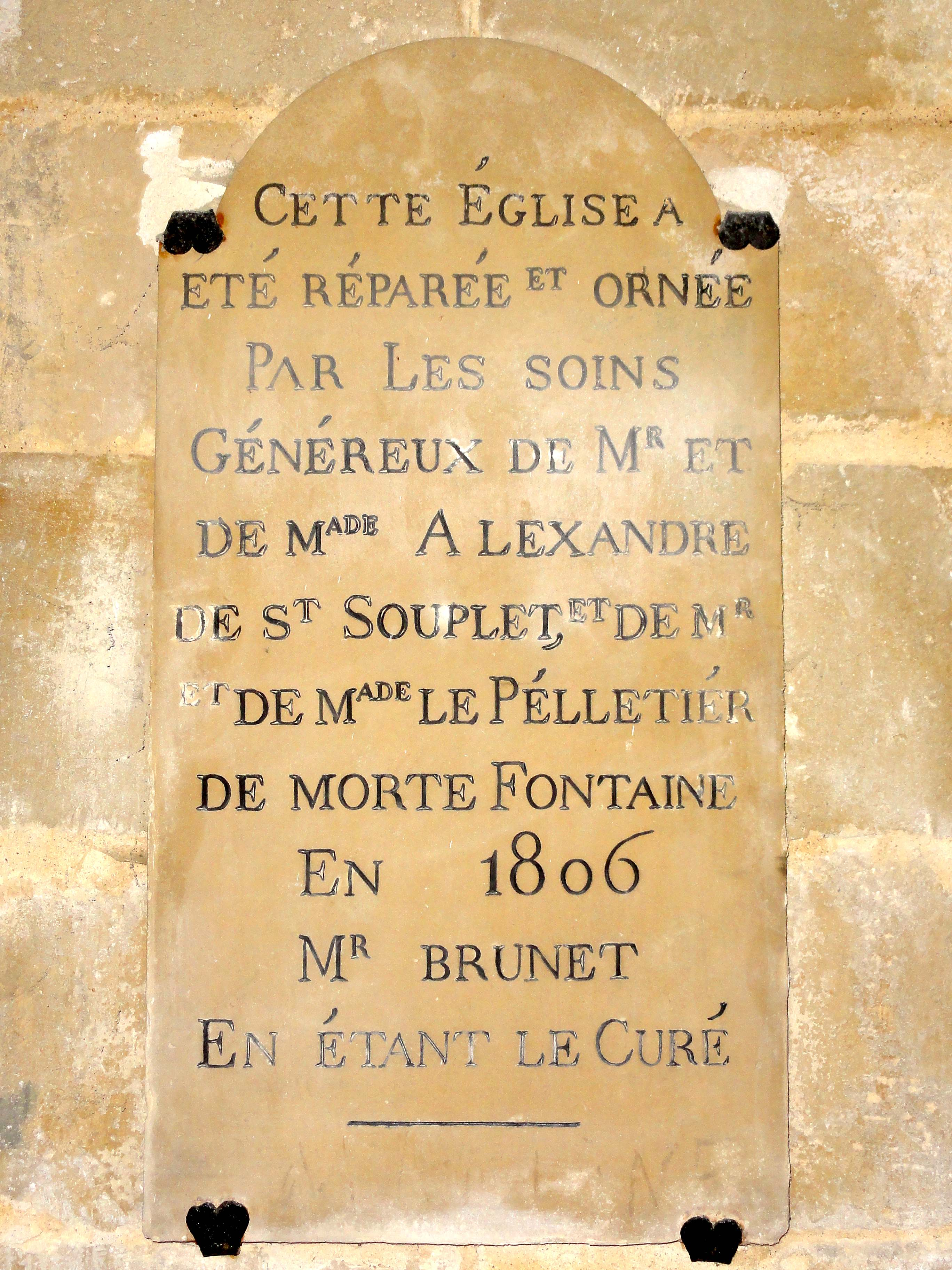
Plaque commémorative de la restauration en 1806.

Pour Charles Huet, la fondation de la nouvelle église par le seigneur du village, et sa situation près du château, suffisent pour prétendre que la nef du XIVe siècle ne serait autre que l'ancienne chapelle du château. Ce n'est pas tout à fait ce que dit l'abbé Lebeuf, qui suppose que « cette église a vraisemblablement commencé par une chapelle que les seigneurs auront consenti de faire servir de paroisse ». Cette formule ne sous-entend pas que le bâtiment actuel contient encore cette chapelle. L'église ne se situe pas dans l'enceinte du château dans son périmètre actuel, mais sur le carrefour principal du village. La proximité d'église paroissiale et château ou demeure seigneuriale n'a rien d'exceptionnel, et s'observe toujours à Auvers-sur-Oise, Boissy-l'Aillerie, Écouen, Luzarches, Mareil-en-France, etc. Pourtant seule l'église d'Auvers-sur-Oise est attestée comme ancienne chapelle du château, mais il s'agit d'un château royal, ce qui explique sans doute les dimensions suffisantes pour accueillir les messes paroissiales. Les collégiales de Montataire et de Montmorency étaient initialement à usage exclusivement seigneurial, et ont trouvé une vocation paroissiale avec l'abandon des églises paroissiales pour motif de vétusté,.
La construction du chœur s'achève le 24 mai 1577 en jugeant d'après la date marquée sur l'arc-doubleau à l'entrée de l'abside. L'abbé Lebeuf n'a pas vu cette inscription et estime que le chœur date d'il y a cent cinquante ans, c'est-à-dire de 1600 environ, ce qui renvoie également à la période de la Renaissance. La nouvelle partie comporte deux travées droites flanquées de chapelles et une abside à cinq pans. Comme le montrent des pierres de réserve dans les murs occidentaux des chapelles, visibles depuis l'extérieur, le remplacement de la nef était prévu à l'époque. Charles Huet conclut de l'époque du chœur que l'église du XIVe siècle en est dépourvue. Or, rien n'oblige à formuler une telle hypothèse. Avant la guerre de Cent Ans, la population est certainement plus importante qu'au XVIe siècle, et le sanctuaire est toujours la partie la plus importante d'une église, car c'est ici que le service divin se célèbre. Cette fonction importante justifie une distinction architecturale entre la nef des fidèles et l'espace liturgique dès l'époque carolingienne. Comme à Roissy-en-France et dans de nombreux autres villages du pays de France, le chœur de l'église Saint-Leu-Saint-Gilles a dû être rebâti au XVIe siècle, et est susceptible de remplacer un édifice dont plus rien ne subsiste. Sachant que les gros décimateurs ont le devoir de financer les chœurs sous l'Ancien Régime, c'est plus probablement le chœur qui représente l'ancienne chapelle du château, ou qui a été commandé par Gilles Choisel. Ceci n'empêche pas que le seigneur a également pu financer la nef, ce qui a pu motiver l'abandon de la vieille église Saint-Médard,.
Un second malentendu concerne le clocher. Selon Charles Huet, l'église aurait été précédée d'une haute tour carrée servant de clocher : « On ignore quelle était la fonction de cette tour avant qu'elle ne soit utilisée comme entrée de chapelle et comme clocher. Peut-être était-elle une tour de guet, ou une porte du village, protégée par ailleurs par le château tout proche ». Or, l'abbé Lebeuf écrit qu'« il y avait à côté de cette église une haute tour carrée qui menaçait ruine en 1718 ». Ce n'est donc pas forcément une tour à l'emplacement même du clocher actuel, plutôt une tour subsistant du château médiéval, ce qui dispense de s'interroger sur sa fonction initiale. Il est d'autant plus étonnant que Charles Huet écrit que « l'entrée se fait par la tour, dont les pierres subsistantes permettent d'avancer le XIIe siècle comme période de construction ». L'auteur a formulé une hypothèse semblable sur le clocher de l'église Saint-Éloi de Roissy-en-France, et ne l'étaie pas davantage par des arguments. En l'occurrence, la tour en question s'est écroulée en 1718, ce qui rend encore plus problématique la datation du clocher actuel du XIIe siècle. Peu de temps avant, la paroisse avait déposé une requête auprès du cardinal Louis Antoine de Noailles afin de la faire réparer. Le 15 mars 1719, le cardinal alloue un budget de 1 800 pour sa reconstruction. Néanmoins, les travaux sont financés par le seigneur de Chennevières, M. Nouveau, sur ses propres deniers. Ce nouveau clocher est très bas, et le sommet de ses murs ne dépasse pas le chœur du XVIe siècle. Mais M. Nouveau ne paie non seulement le clocher, il fait également construire ou reconstruire les bas-côtés de la nef,.

### Depuis la Révolution française
Après la Révolution française et la création du département de Seine-et-Oise, la paroisse est rattachée au nouveau diocèse de Versailles qui correspond exactement au territoire du département. Des restaurations sont entreprises au XIXe siècle. En 1806, il s'agit de réparer les dégâts infligés par la Révolution française, et de remeubler l'église. La paroisse bénéficie alors de la générosité de M. et Mme de Saint-Soupplets, et de M. et Mme Le Peletier de Morfontaine ; l'abbé Brunet est le curé. En 1865, les habitants collectent les fonds nécessaires pour des travaux qui restent à préciser. Zacharie Rossignol est maire, et l'abbé Leleu est curé. Dans le contexte de la refonte des départements d'Île-de-France, le nouveau diocèse de Pontoise est érigé en 1966, et Chennevières-lès-Louvres en fait partie à l'instar de toutes les autres paroisses du département. Le diocèse de Paris se limite désormais à la seule ville de Paris. L'église est classée au titre des monuments historiques par arrêté du 25 mars 1980. La paroisse de Chennevières-lès-Louvres n'est plus indépendante, et est desservie par le curé de Louvres. Des messes dominicales sont célébrées en l'église Saint-Leu-Saint-Gilles le second et le cinquième dimanche du mois à 9 h 30, sauf pendant la période hivernale d'octobre / novembre à mars / avril, quand les messes ont lieu à Épiais-lès-Louvres, et sauf en juillet et août, quand les messes à 9 h 30 sont suspendues dans la paroisse : il n'y a donc que trois à cinq messes par an.

## Description

### Aperçu général

Plan de l'église.

À peu près régulièrement orientée, avec une légère dérivation de l'axe vers le nord-est du côté du chevet, l'église se compose de deux parties bien distinctes : à l'ouest, la vieille nef du XIVe siècle est précédée par le clocher-porche de 1719, et dissimulée latéralement par les bas-côtés contemporains du clocher. À l'est, le complexe du troisième quart du XVIe siècle est tout à fait homogène et issu d'une unique campagne de construction. Ces parties s'accordent mal, ce qui n'est toutefois pas trop visible depuis l'extérieur, car les murs du sud et du nord ne donnent que sur des voies relativement étroites qui ne permettent guère de contempler l'édifice en prenant du recul. Par contre, en approchant l'église par la façade ou le chevet, l'impression est fondamentalement différente : Depuis l'ouest, l'on ne perçoit que la façade plate et peu originale de 1719 dominée par une flèche couverte d'ardoise très effilée et contrastant avec la physionomie trapue du clocher proprement dit. La flèche est légèrement penchée vers le sud. Depuis l'est, l'on n'aperçoit que l'abside haute et élancée, et le chevet des collatéraux. L'église se compose en somme d'une base de clocher ; d'une nef de trois travées, le tout accompagné de deux bas-côtés voûtés en berceau de bois ; d'un chœur composé de deux travées droites et d'une abside à cinq pans ; et de deux chapelles latérales ou collatéraux du chœur, qui flanquent les deux travées droites du chœur. La chapelle du nord est la chapelle de la Vierge Marie. Sauf la flèche du clocher, l'ensemble de l'église est couvert de tuiles. Il n'y a pas de sacristie,.

### Extérieur

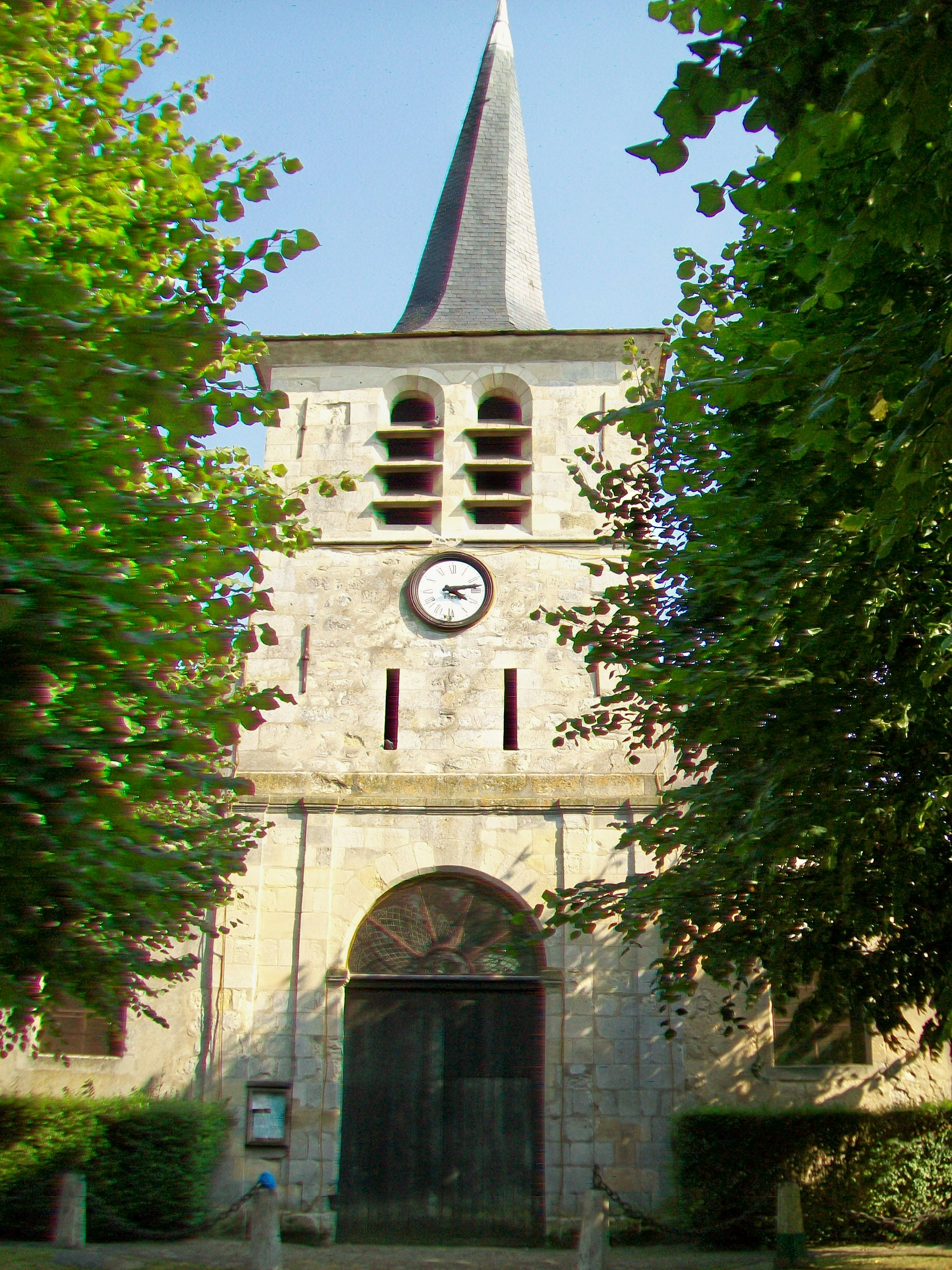
Clocher-porche de 1719.

Le clocher sert également de porche et comporte à l'ouest un grand portail plein cintre cantonné de pilastres. Suit un étage intermédiaire percé uniquement d'étroites meurtrières, puis vient l'étage de beffroi ajouré de deux baies abat-son gémelées par face. Les contreforts sont plats. Les bas-côtés n'en possèdent qu'un seul chacun, marquant la limite des travées flanquant la base du clocher. Les quatre baies par face sont également plein cintre. L'appareil en moellons indique une construction à l'économique. Ces parties de 1719 reflètent dans leurs grandes lignes certains principes de base de l'architecture classique qui règne alors en maîtresse, mais le bâtiment est trop simple pour pouvoir lui attribuer un style réel. L'édifice du troisième quart du XVIe siècle est également très sobre, mais se démarque par la qualité de l'exécution, avec recours exclusif à la pierre de taille à partir des soubassements des fenêtres ; par des proportions harmonieuses et des lignes claires ; et par une certaine ambition mise en avant par la hauteur considérable. Les hautes baies sont en plein cintre et dotées d'un remplage Renaissance standard, composée de deux arcades plein cintre surmontées d'un oculus. Au-dessus des fenêtres, les murs se terminent par une corniche garnie de dentelures. Les contreforts sont largement saillants et strictement verticaux. Des larmiers intermédiaires rompent la monotonie ; ils sont au nombre de deux pour les contreforts des collatéraux, et au nombre de quatre pour ceux du chevet. Ses angles ne possèdent par ailleurs qu'un unique contrefort placé en biais, alors que les angles des collatéraux sont munis de deux contreforts chacun. Enfin, les contreforts sont couronnés par des chaperons arrondis, et une rosace se profile sur les petits frontons en arc de cercle. Il n'y a aucune ornementation supplémentaire, mais l'intérieur est un peu moins spartiate.

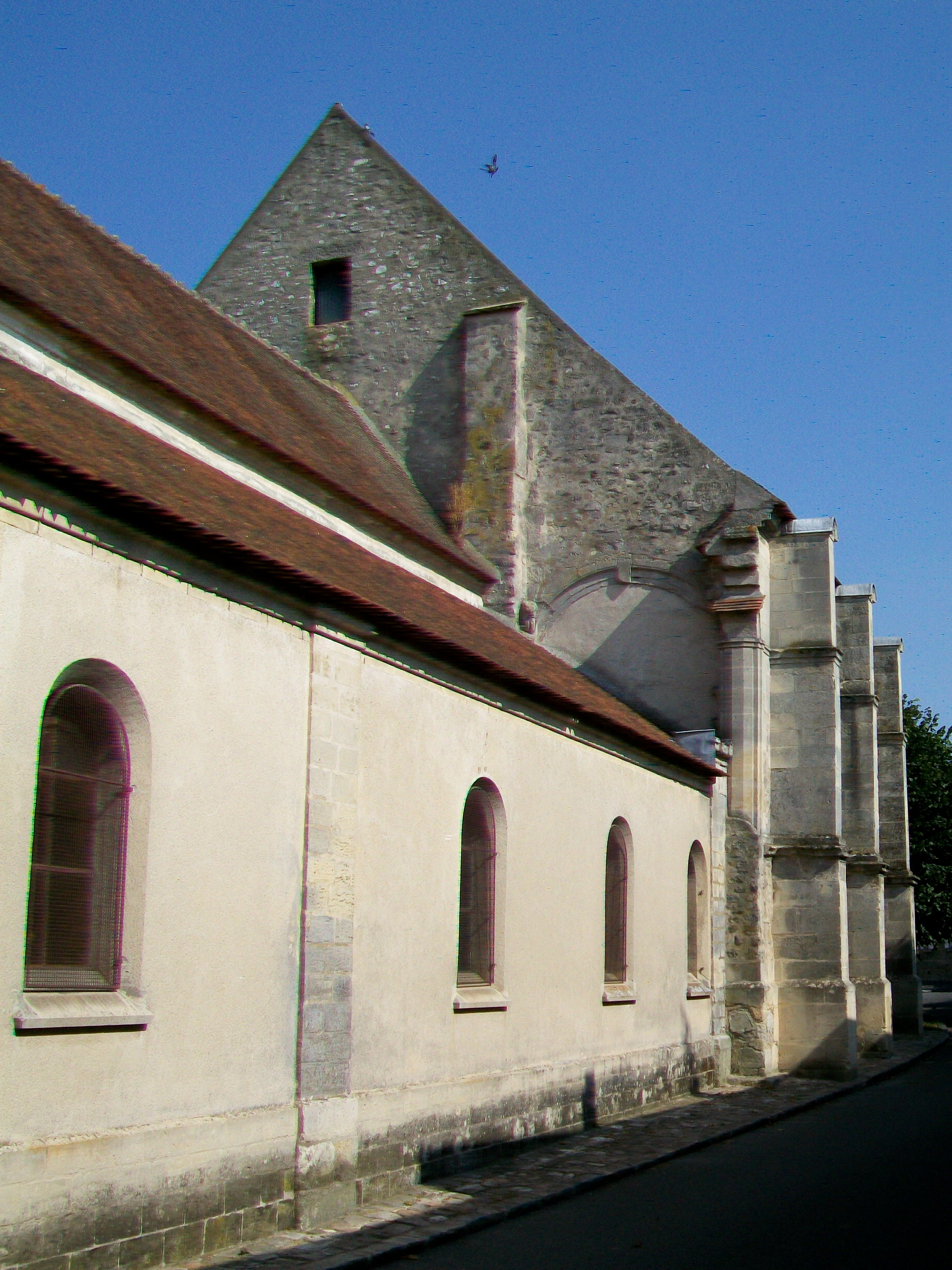
Transition entre nef et chœur.
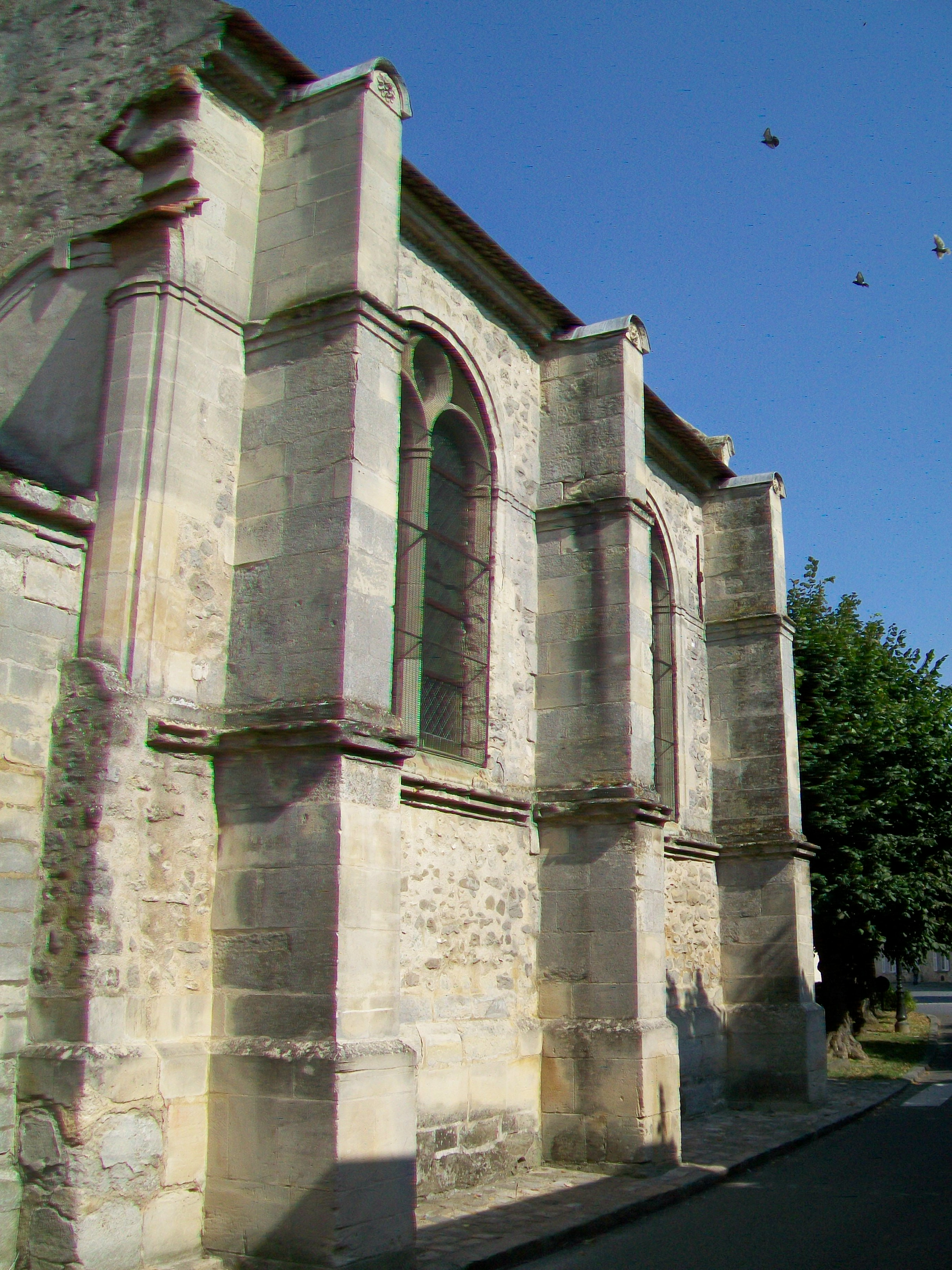
Chapelle latérale sud, vue depuis le sud-ouest.
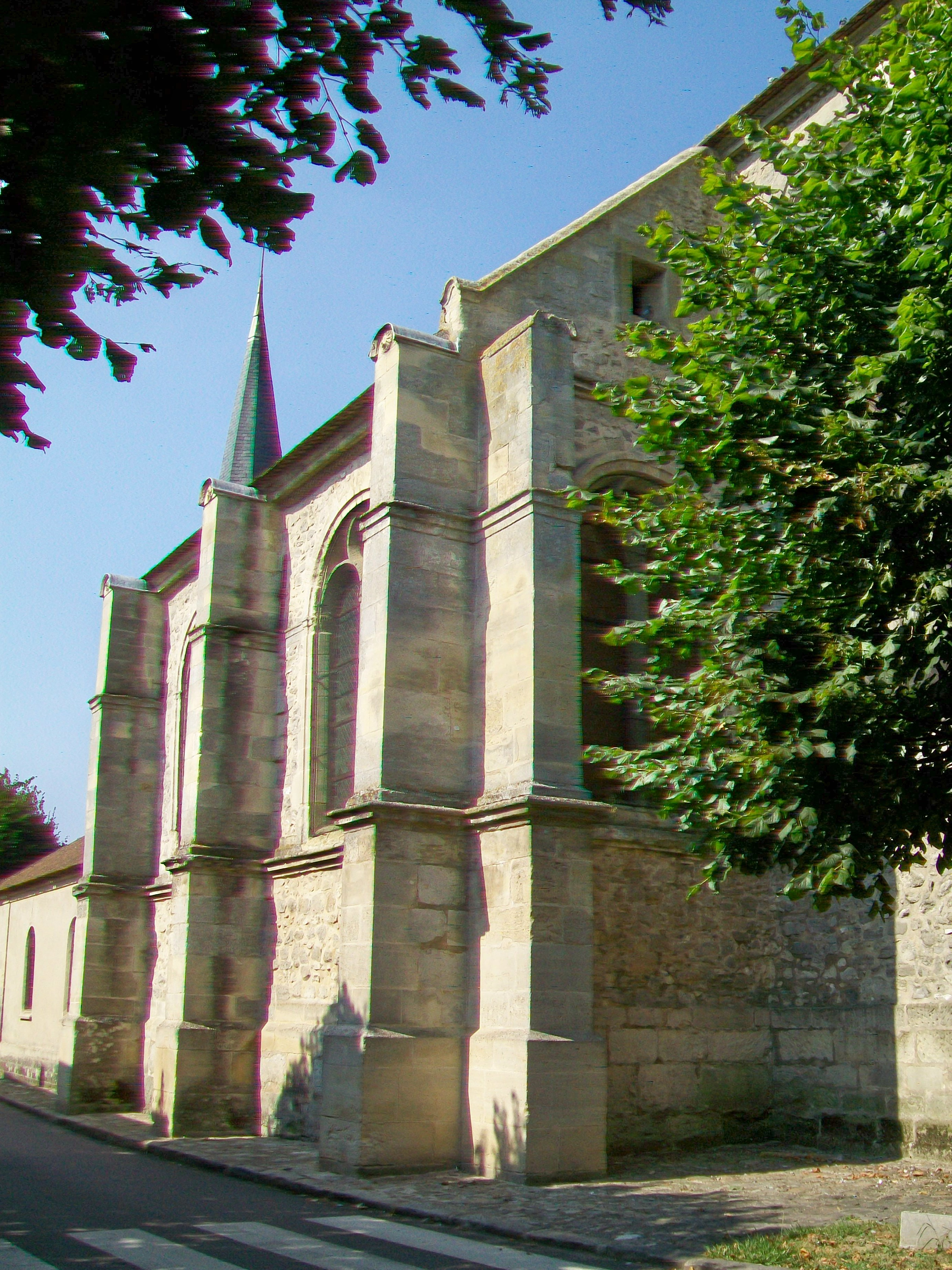
Chapelle latérale sud, vue depuis le sud-est.
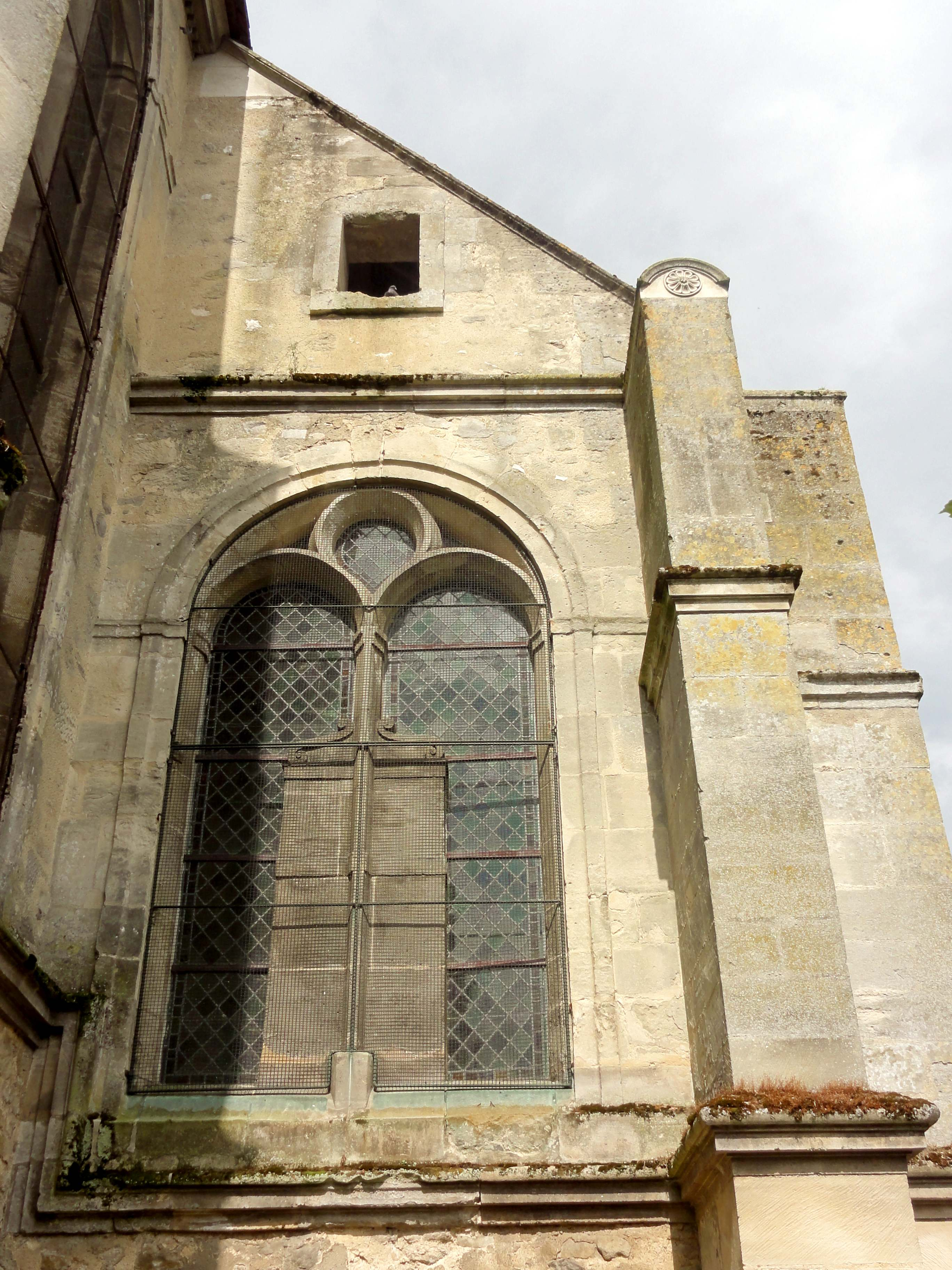
Chevet de la chapelle latérale nord.
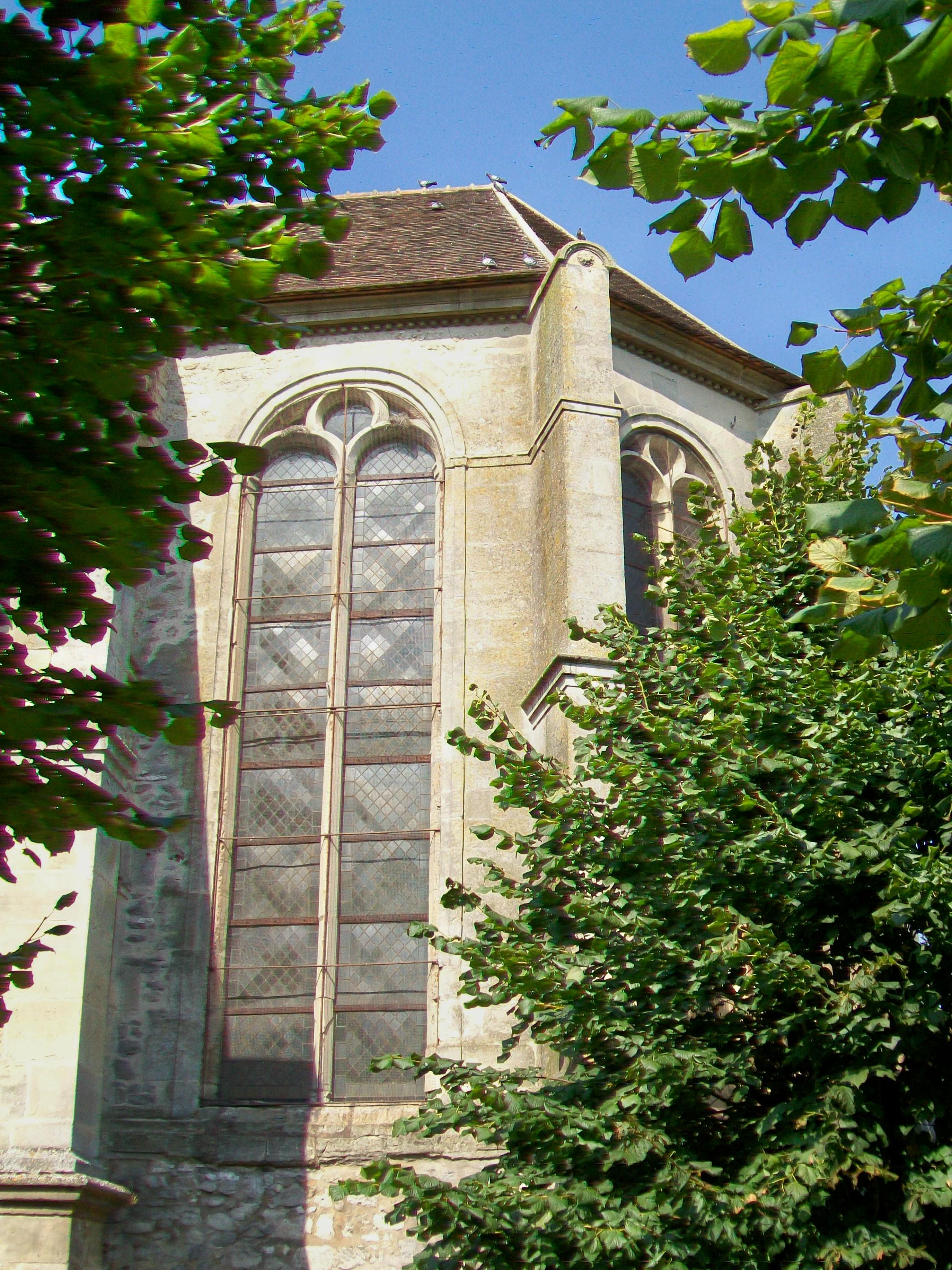
Abside, partie droite, vue depuis le sud.
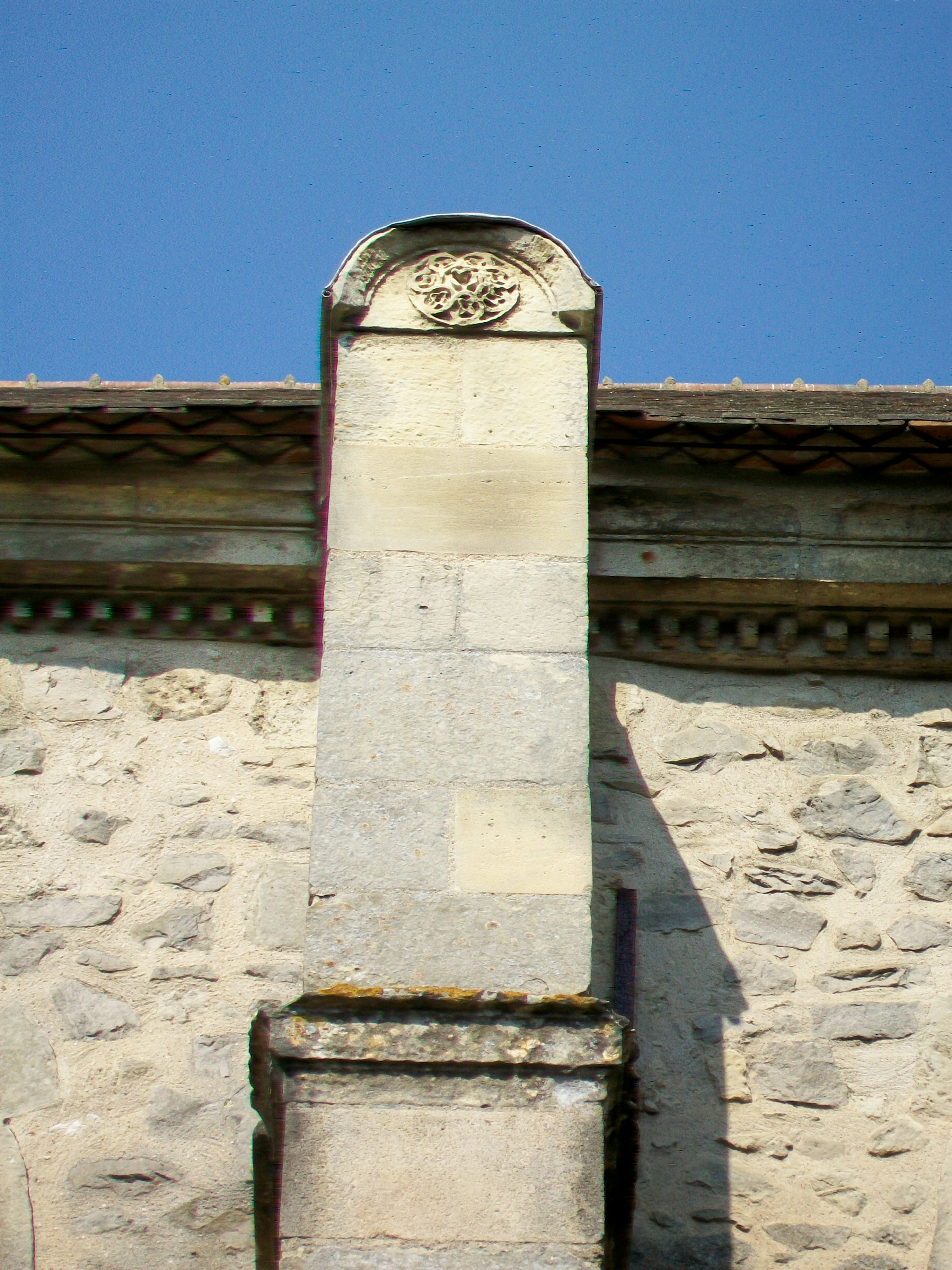
Détail d'un contrefort du chœur.

### Intérieur

#### Nef et bas-côtés

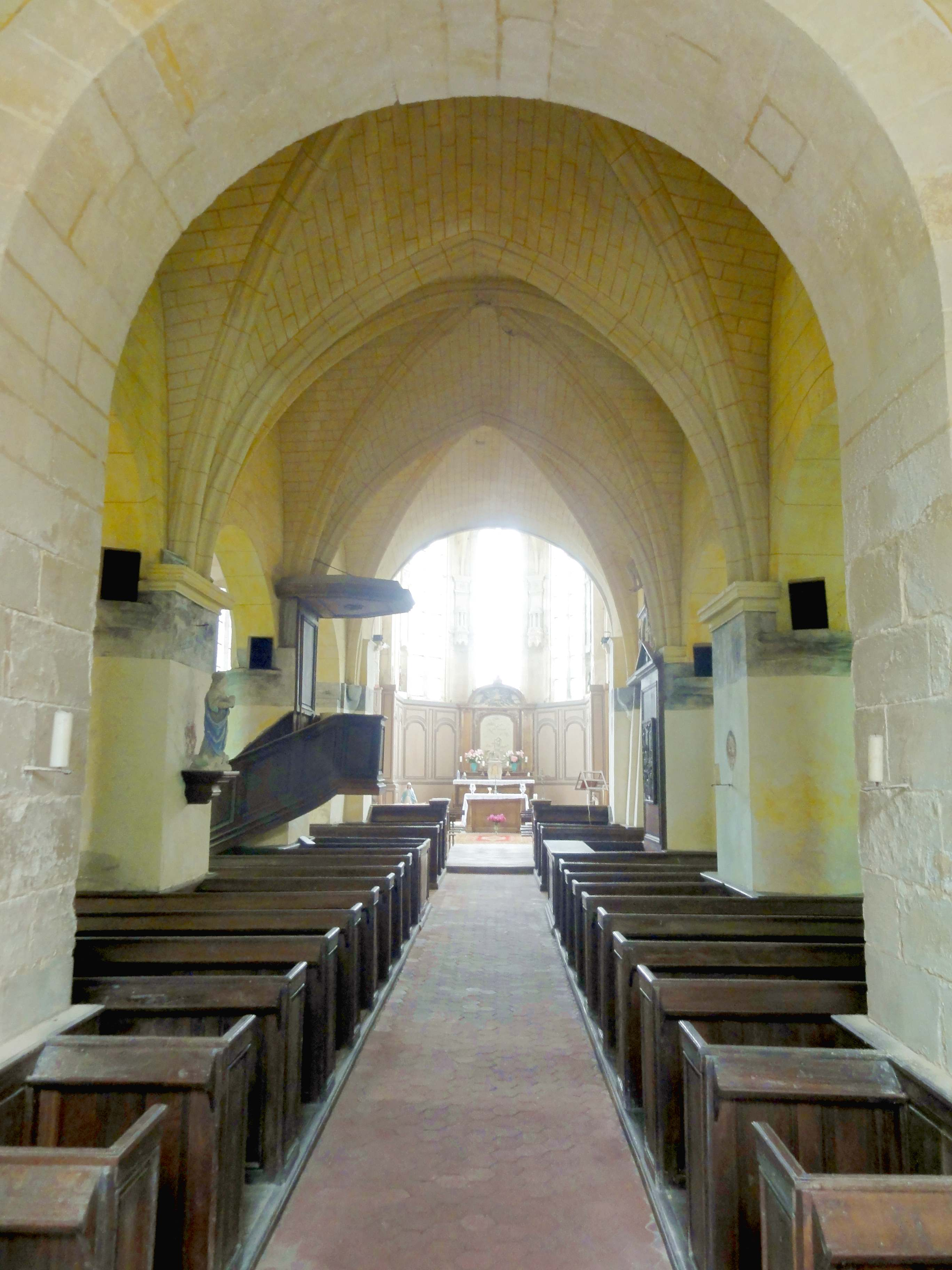
Base du clocher, vue dans la nef.

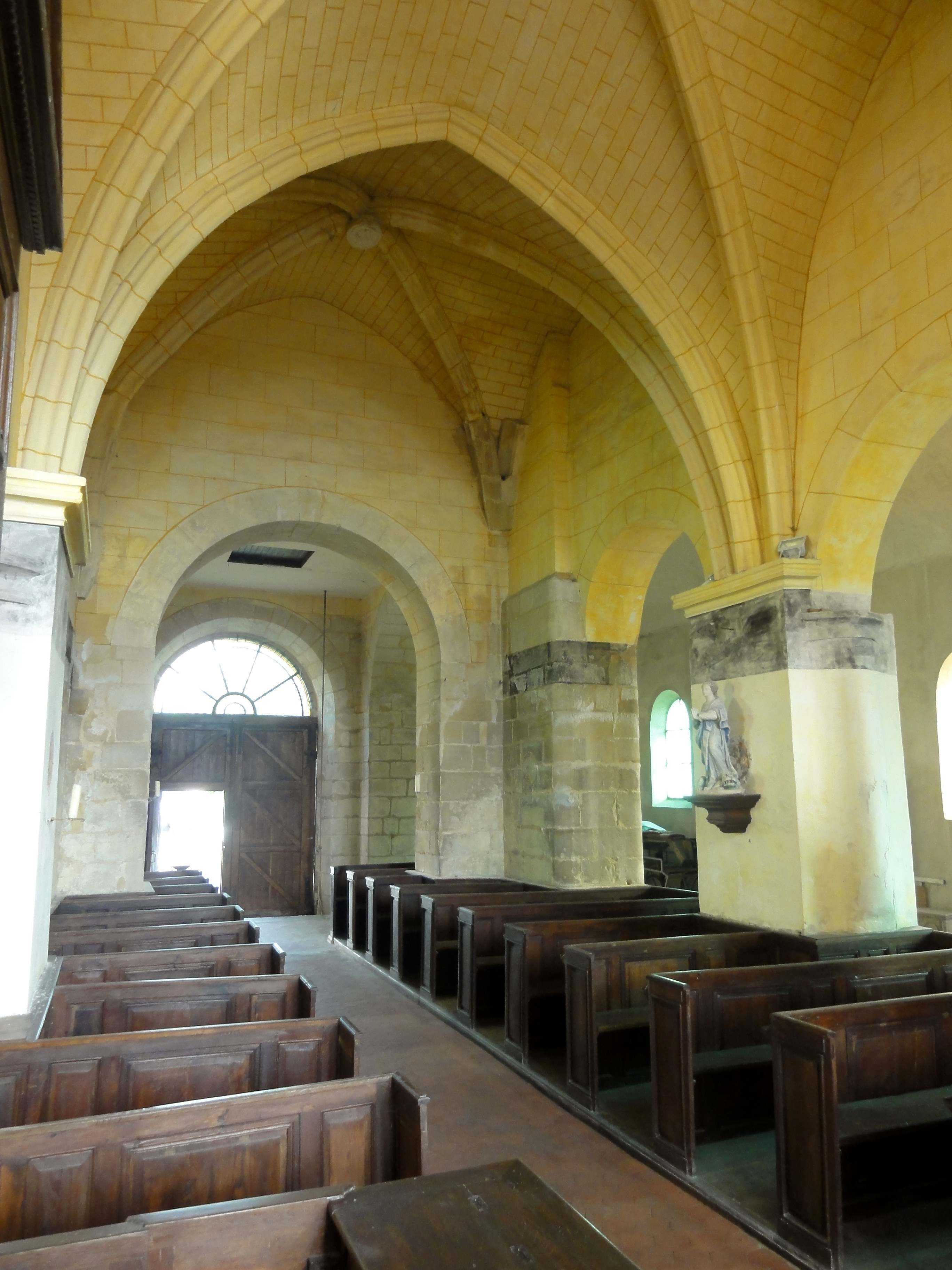
Nef, 2e travée, vue vers l'ouest.

La base du clocher comporte quatre piles carrées, reliées entre elles par de larges arcades en plein cintre, qui retombent sur des dosserets plats faisant corps avec les piles. L'arcade occidentale comporte le portail occidental. Les trois autres arcades font communiquer la base du clocher avec la nef et les bas-côtés. L'ensemble est bâti en pierres d'appareil de grandes dimensions, et d'une belle régularité, ce qui n'est pas compatible avec une ancienne tour défensive du XIIe siècle. Le plafond est plat, et percé d'une trappe rectangulaire pour faire descendre ou remonter, le cas échéant, la cloche. La décoration et la mouluration font entièrement défaut. — Les bas-côtés sont eux aussi d'une grande nudité et dépourvues de toute décoration. Leur peu de caractère tient uniquement des grandes arcades de la nef, dont les piliers font saillie devant les parties hautes du mur. Les fenêtres en plein cintre procurent un éclairage suffisant par la lumière naturel.
La nef proprement dite compte trois travées, et ses irrégularités témoignent de plusieurs remaniements profonds. Les grandes arcades sont en plein cintre et non moulurées, ce qui permet de les dater d'une époque postérieure au milieu du XVIe siècle. Elles ont donc été percées au moment de la construction du chœur ou du clocher, à moins qu'elles se substituent à des arcades gothiques d'origine. Pour ouvrir des arcades dans un mur préexistant, l'on a dû entailler le mur et bâtir des piliers massifs dans un premier lieu. Ensuite, on a dû supprimer les pans de mur compris entre deux piliers, et étayer les nouvelles arcades en attendant leur appareillage. Au début, les arcades devaient comporter des demi-chapiteaux au niveau du premier et du second pilier du nord et du sud. Ces chapiteaux font encore saillie devant les piédroits des arcades, mais ont apparemment été noyés en plus grande partie dans des massifs. Car pendant une deuxième campagne de remaniement, les piliers ont dû être renforcées, et ils font désormais saillie devant les murs hauts de la nef, tant vers l'intérieur de la nef que vers les bas-côtés. La retombée des ogives s'effectue désormais sur des corniches moulurées. En principe, le remaniement devrait être antérieur à la Révolution, car le bandeau noir subsistant de l'ancienne litre seigneuriale court à l'intersection entre les piliers et les murs hauts, et se voit tant en haut qu'en bas des anciens chapiteaux. D'autres irrégularités sont à signaler. À l'ouest, les deux contreforts orientaux du clocher font légèrement saillie devant les murs de la nef, et réduisent la largeur de la première grande arcade au nord et au sud. Au nord, le contrefort est plus marqué, et ses angles ont été arrondis vers la grande arcade. À l'est, le pilier à la fin des grandes arcades du nord est épaulé par un contrefort oblique.
La nef ne possède aucune fenêtre, et n'est éclairée qu'indirectement par les bas-côtés et l'oculus en haut du portail. Une ambiance sombre règne sous les voûtes qui cumulent à seulement 7,1 m au-dessus du niveau du sol. Ces voûtes sont entièrement recouvertes d'un enduit et peints en faux appareil, ce qui ne permet pas de savoir comment elles sont appareillées en réalité. L'absence d'arc formerets est souvent interprétée comme indice d'un voûtement après coup, de même que la retombée sur des culs-de-lampe dans les angles. Le profil des ogives et arc-doubleaux est d'un tore en forme d'amande entre deux gorges et deux baguettes, dégagés d'un bandeau en arrière-plan par des cavets. Ce profil est caractéristique de la période gothique rayonnante, et tout à fait compatible avec le premier tiers du XIVe siècle, qui correspond à la période rayonnante tardive (voir le chœur d'Agnetz). Or, dans l'angle nord-ouest de la nef, l'on observe le départ d'une ogive et de deux formerets vraisemblablement plus anciens, car un peu détériorés, et ici le profil est prismatique, comme à la période gothique flamboyante, postérieure à la guerre de Cent Ans. Dans l'angle sud-ouest, le culot mutilé à la retombée de l'ogive paraît plus ancien que l'ogive. Dans les angles nord-est et sud-est, les ogives retombent sur des culs-de-lampe armoriés, qui sont également l'apanage du style flamboyant, et se maintiennent parfois à la Renaissance. Il est donc permis de penser que la nef n'a été voûtée qu'après la guerre de Cent Ans, et les voûtes actuelles seraient ainsi des imitations datant de la restauration de 1865. Le style du XIVe siècle aurait été choisi en fonction de la période de construction initiale de l'église.

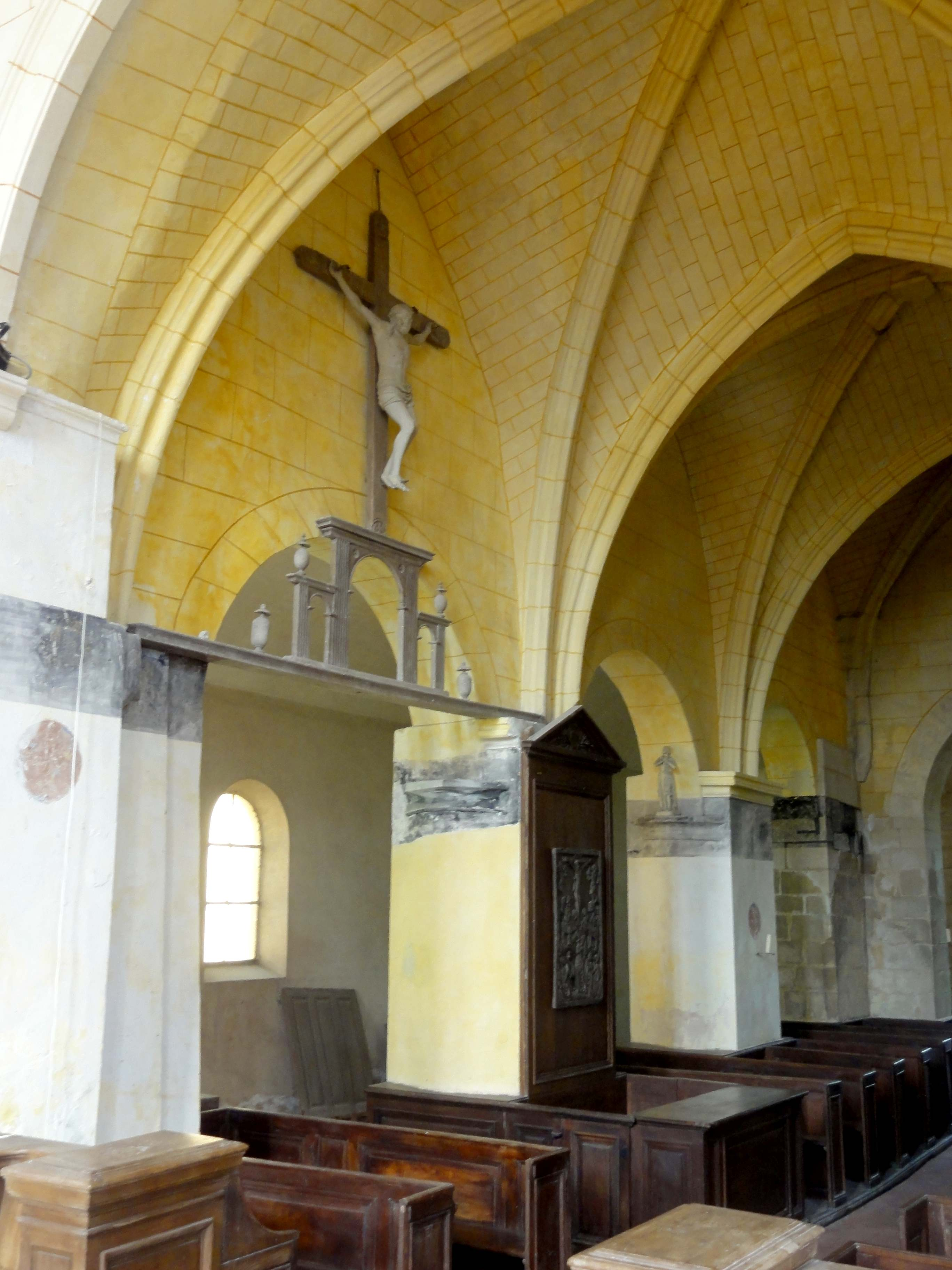
Nef, élévation sud, vue vers le sud-ouest.
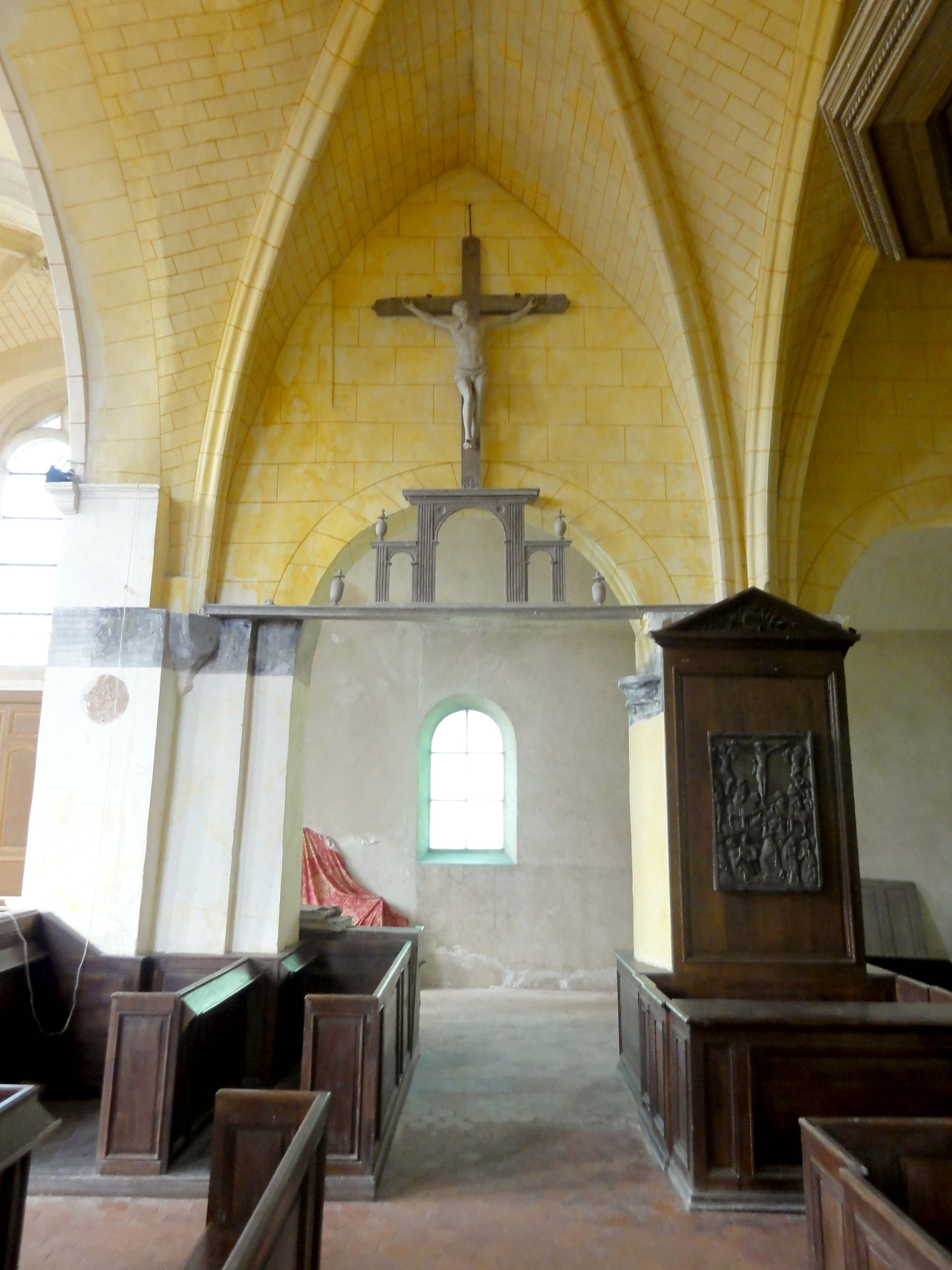
Nef, 3e travée, côté sud.
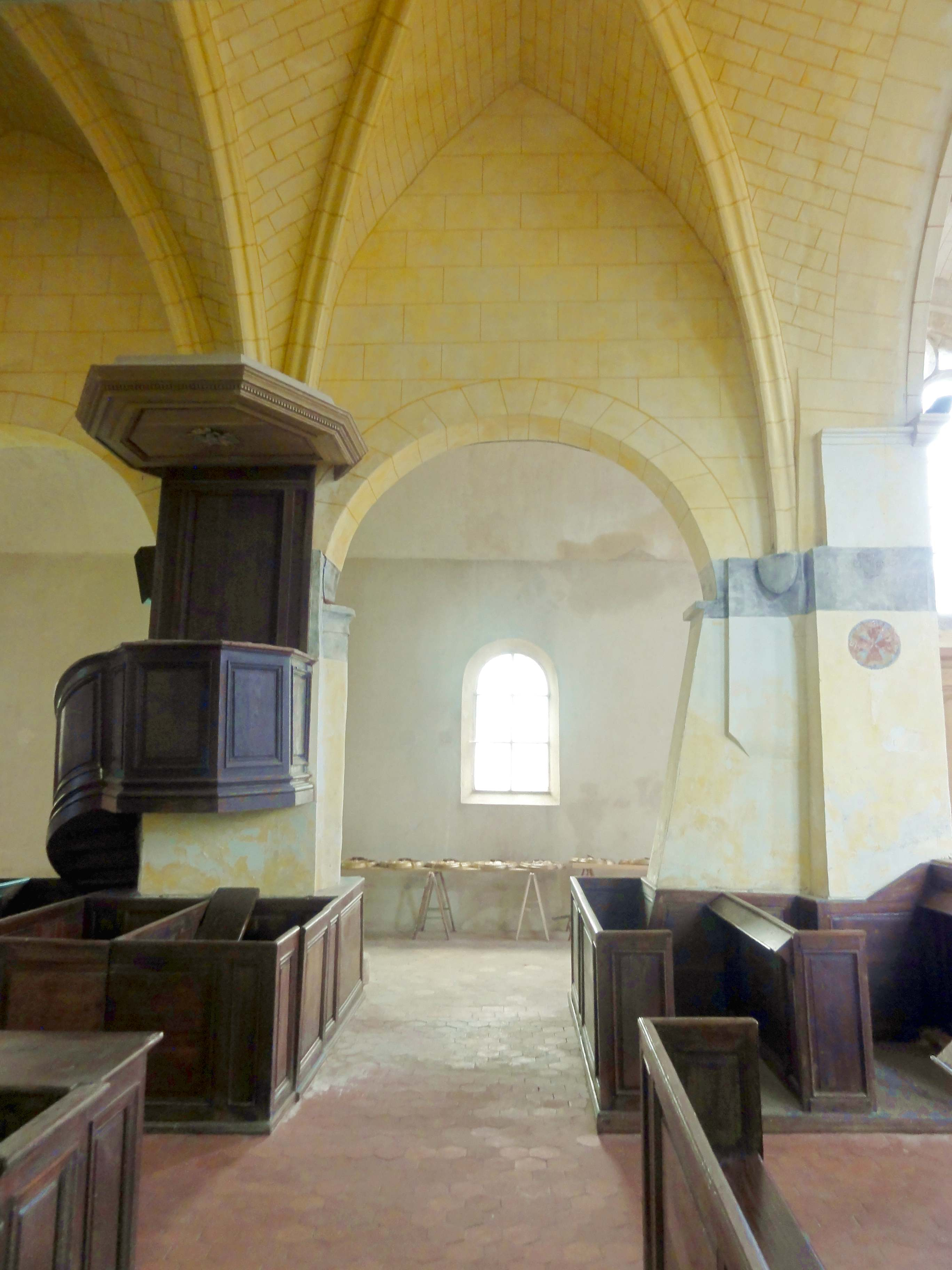
Nef, 3e travée, côté nord.
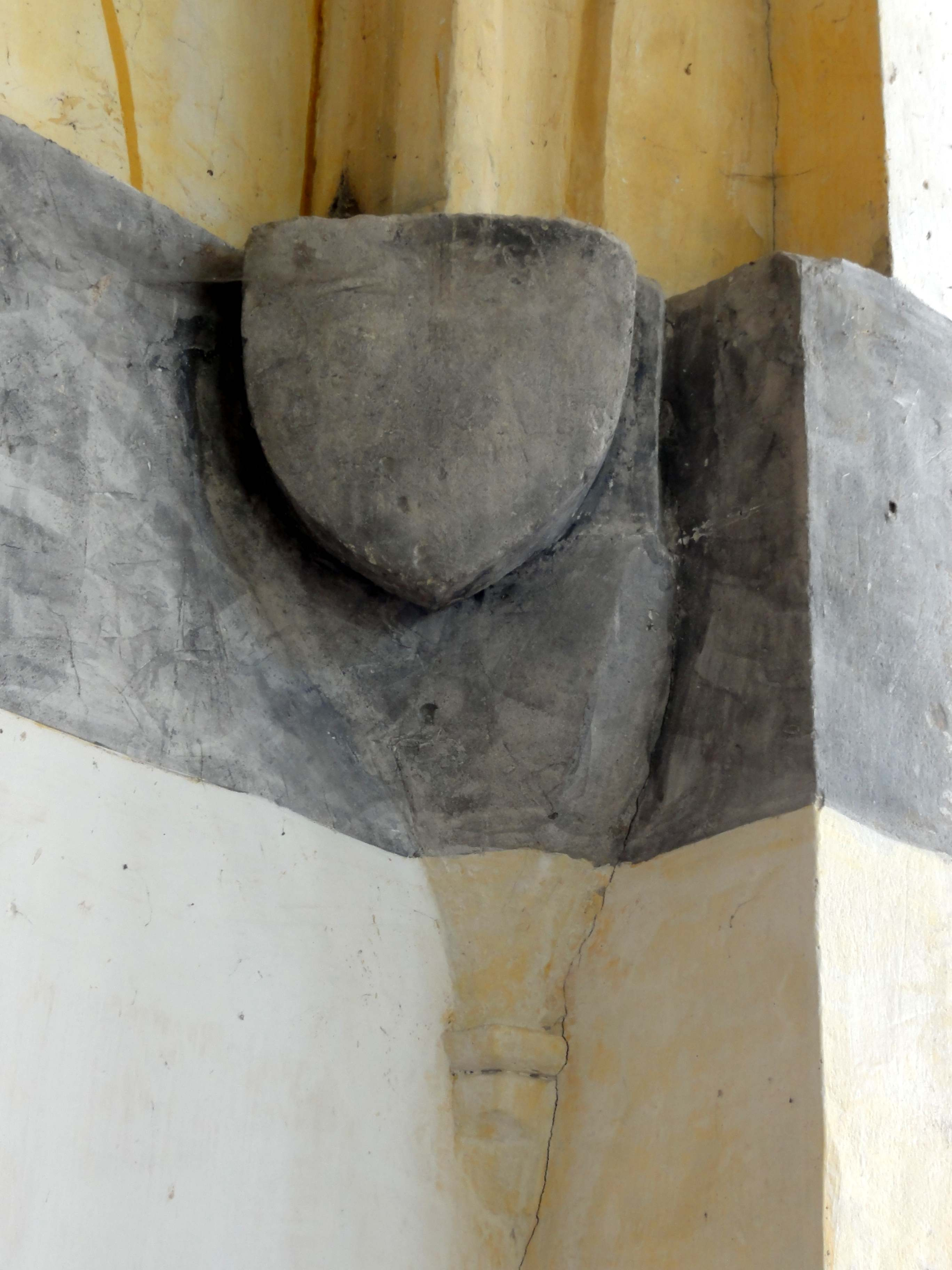
Nef, cul-de-lampe armorié martelé.
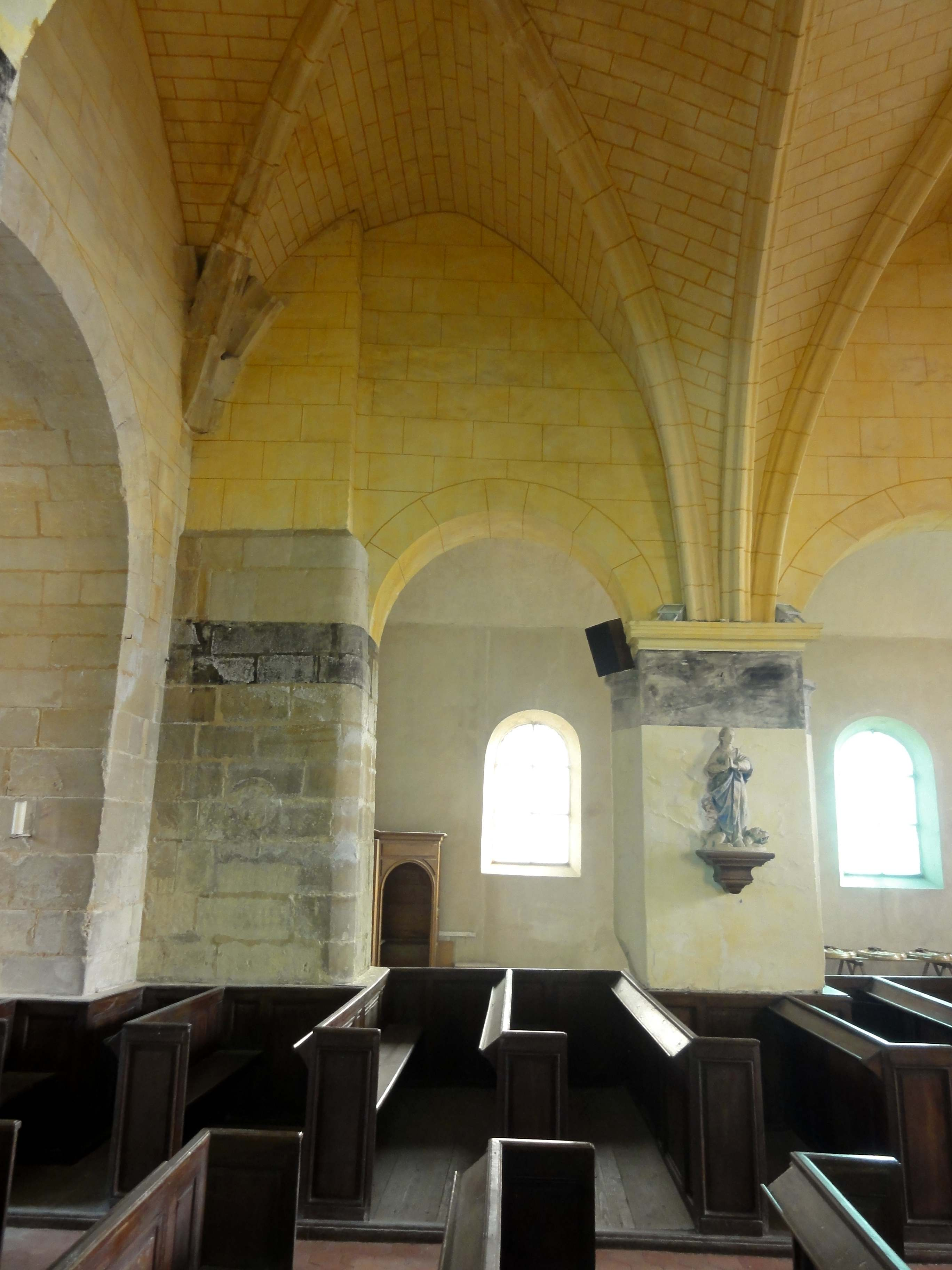
Nef, 1re travée, côté nord.
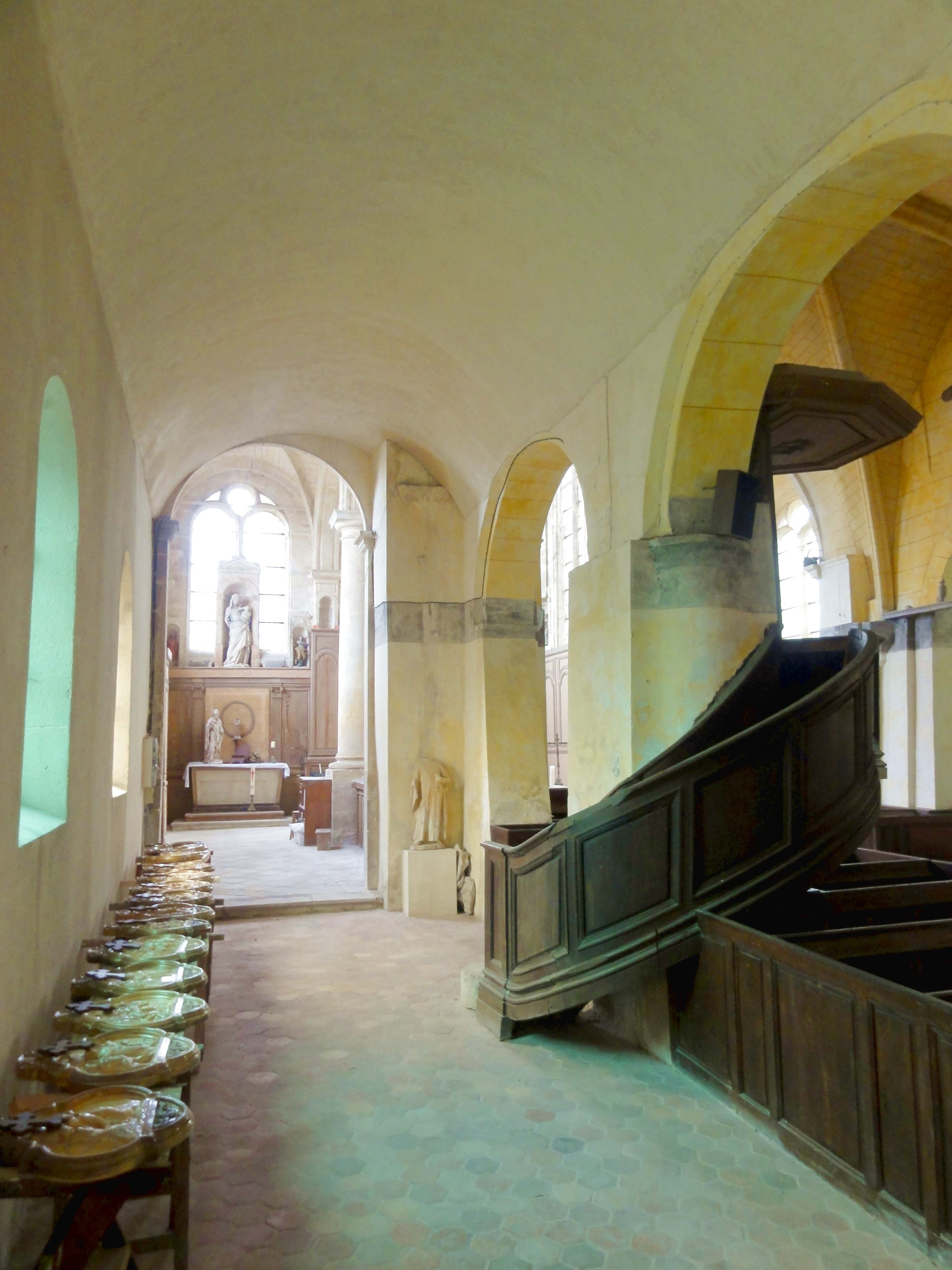
Bas-côté nord, vue vers l'est.

#### Chœur et chapelles latérales

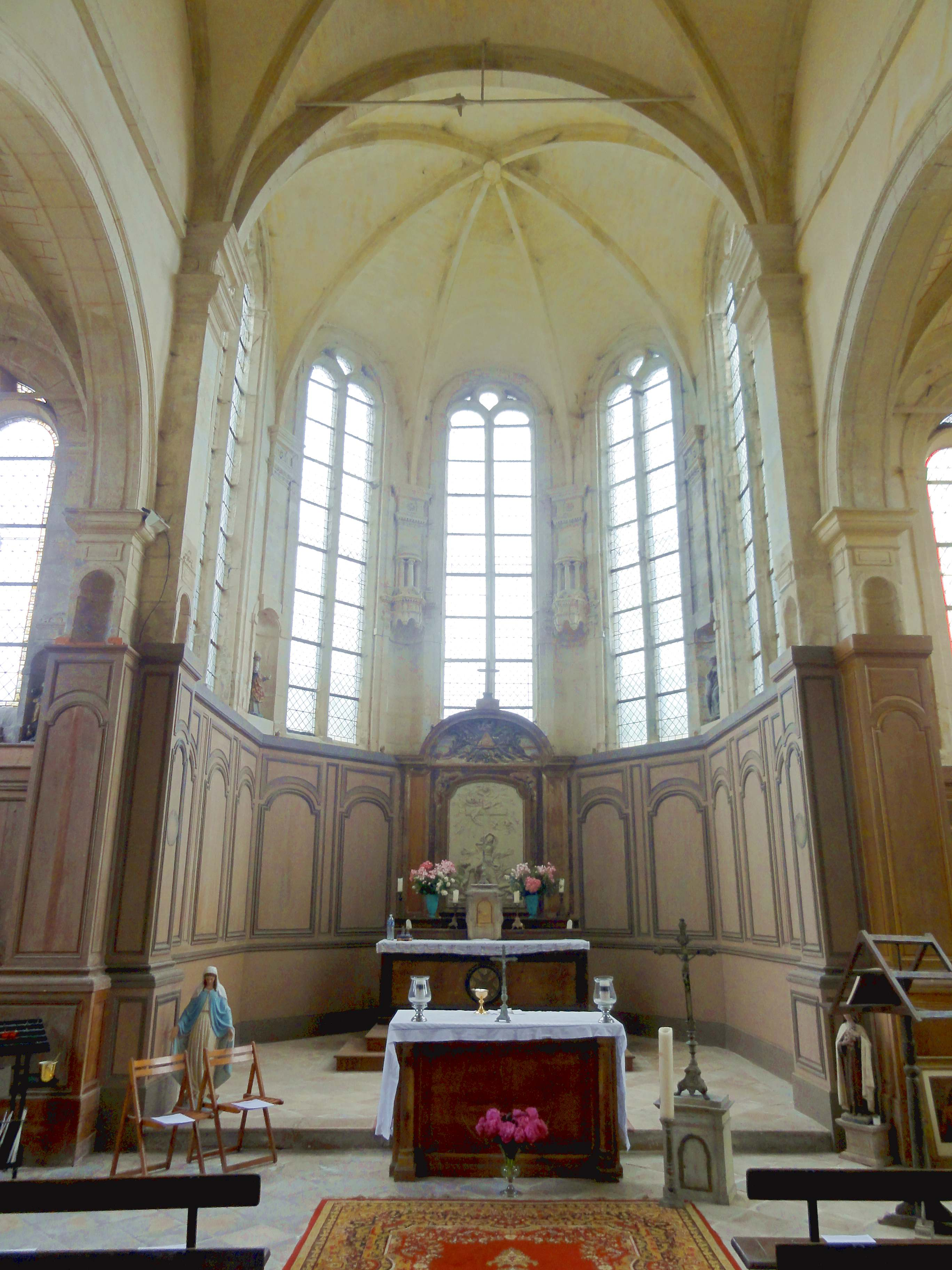
Vue dans l'abside.

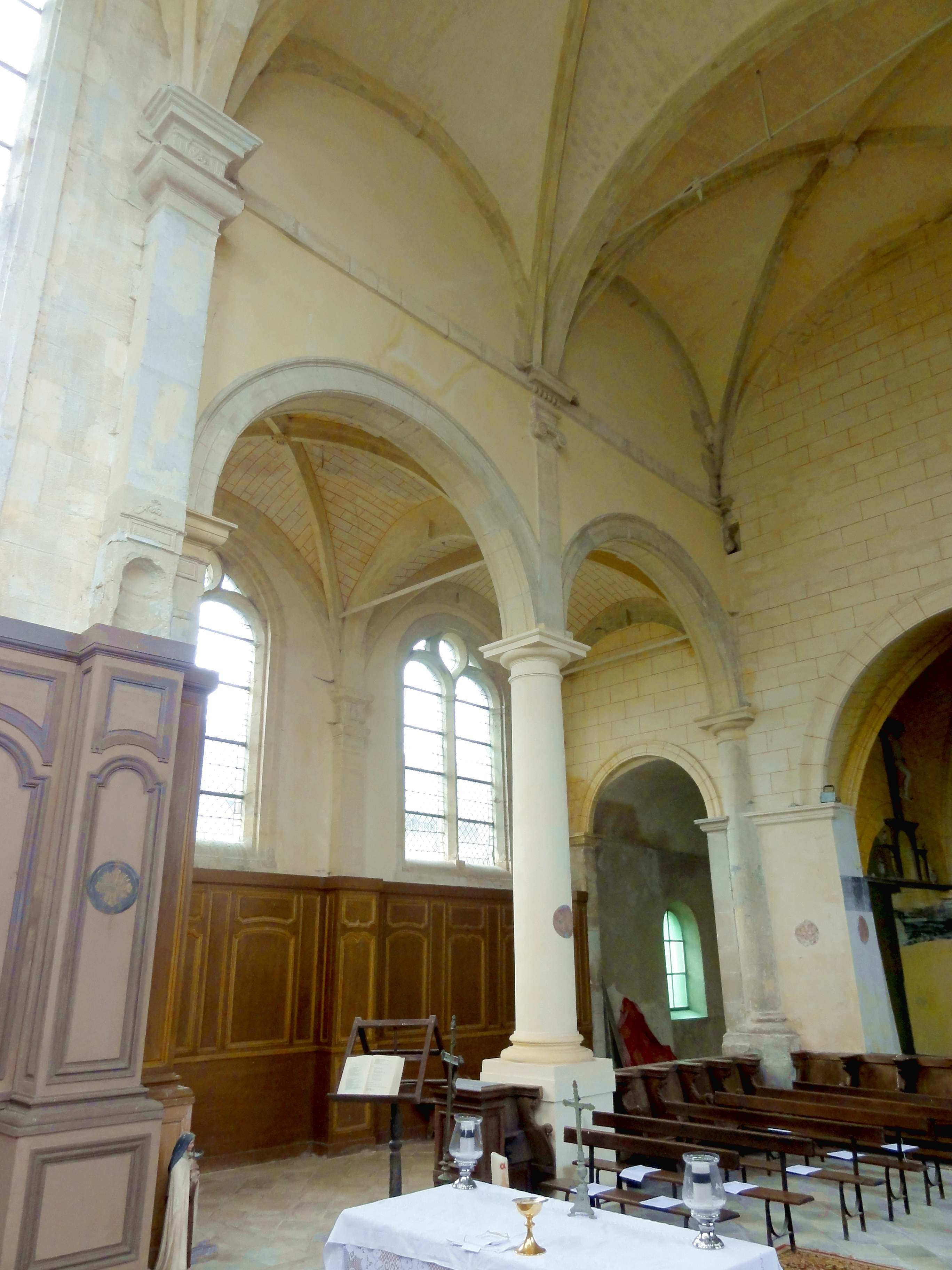
Chœur, élévation sud.

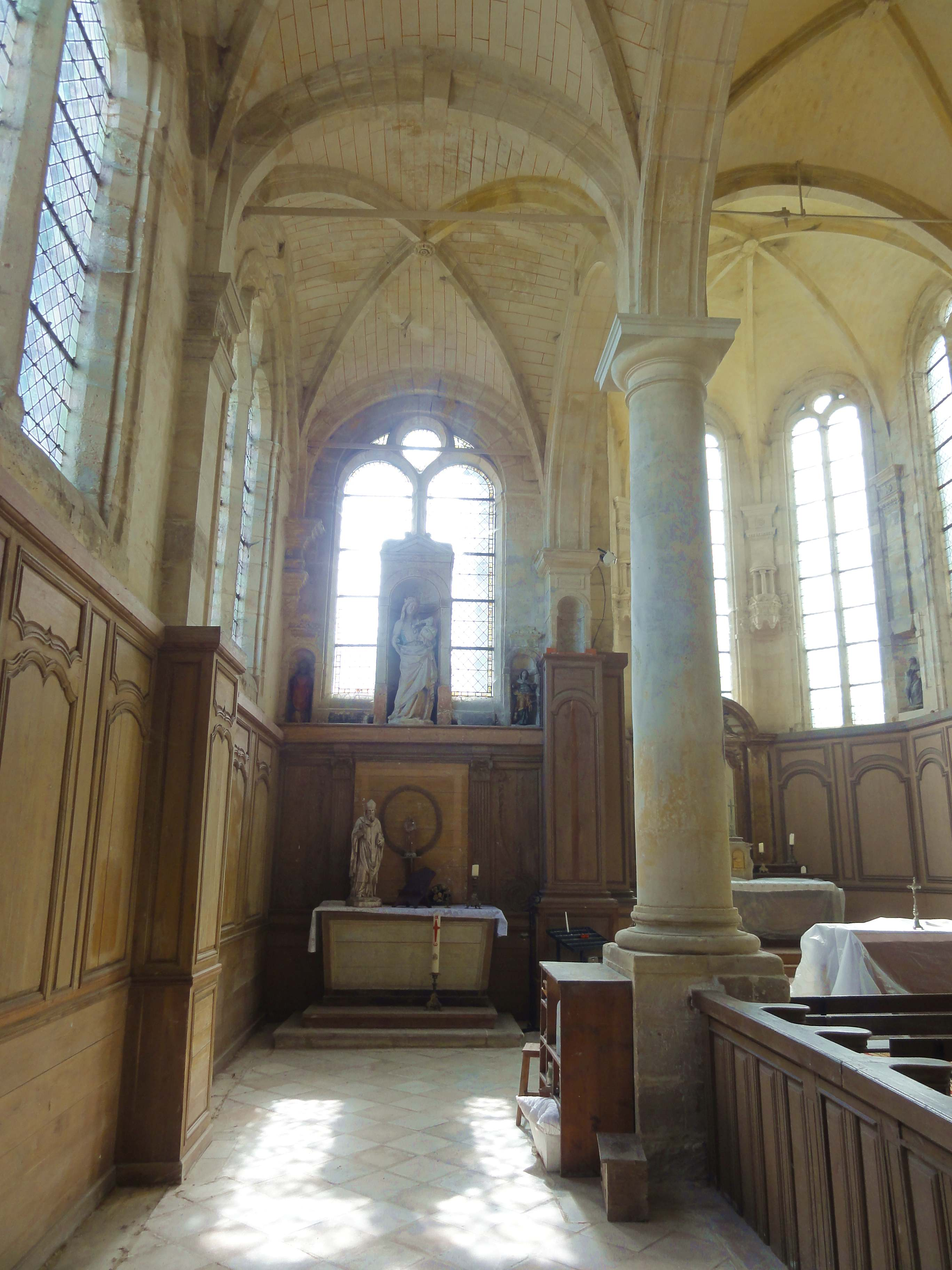
Chapelle de la Vierge (au nord), vue vers l'est.

La différence avec la nef trapue et sombre est saisissante. L'ensemble paraît élancé, et les voûtes du vaisseau central s'élèvent à 11,75 m au-dessus du niveau du sol. Les hautes fenêtres occupent une bonne partie des murs extérieurs du chœur et des collatéraux, et malgré l'absence de fenêtres hautes au-dessus des grandes arcades, les trois vaisseaux sont inondés de lumière. La structure est encore gothique, mais l'ensemble de l'aménagement intérieur reflète le style de la Renaissance, et tous les arcs sont en plein cintre. Le profil des nervures des voûtes est aplati, comme à Attainville, Mareil-en-France, Le Mesnil-Aubry et Roissy-en-France, et également caractéristique de la Renaissance. Comme à Roissy, toutes les voûtes sont établies sur des croisées d'ogives simples, et n'arborent pas de liernes et tiercerons, contrairement à la mode au XVIe siècle. Dans les deux premières travées du vaisseau central, les clés de voûte sont très simplement décorées d'écus, qui ont perdu leurs blasons, et sous la voûte de l'abside, on trouve un simple disque. En revanche de délicates petites rosaces se profilent sous les voûtes des chapelles latérales. La lourdeur souvent propre aux réalisations de la seconde moitié du XVIe siècle ne se fait pas du tout ressentir, mais au contraire une élégance certaine imputable aux proportions heureuses et à la clarté des lignes. Le faible nombre de travées, et l'existence d'une abside à pans coupées qui n'est pas bordée de chapelles, évite la répétition.
Le maître d'œuvre ne respecte pas tout à fait les préceptes de l'architecture Renaissance, qui vise l'imitation de l'antique. À la Renaissance, les chapiteaux sont souvent surmontés d'un entablement complet, ou d'une section d'entablement. Dans le chœur de Chennevières, on voit des chapiteaux surmontés d'une corniche seule, ou des sections d'entablement en guise de chapiteau. Apparemment cette simplification n'est pas motivée par des contraintes économiques, car l'abside et le chevet de la chapelle de la Vierge, au nord, sont abondamment décorés de niches à statues. Ces niches ne sont pas de rigueur, et rares sont les églises Renaissance qui en possèdent (vaisseau central du chœur de Roissy-en-France, chevet de Jagny-sous-Bois). Peut-être le maître d'œuvre n'est pas familier des codes esthétiques de la Renaissance, ce qu'il faut cependant exclure s'il est identique avec l'architecte du chœur de Roissy. À la limite avec la nef et entre les deux premières travées, les grandes arcades reposent sur les tailloirs carrés et presque plats de colonnes doriques, qui demeurent lisses au lieu d'être cannelés. Les colonnes sont respectivement engagées dans le mur occidental, ou libres. Leurs tailloirs reçoivent également les discrets pilastres qui correspondent aux supports des vôutes du vaisseau central. Ils sont couronnés par des chapiteaux ioniques surmontés d'une section de corniche à dentelures. Au niveau des sections de corniche, un bandeau horizontal court le long des murs, comme à Roissy.
À la fin de la deuxième travée, les grandes arcades retombent sur des tailloirs moulurés d'une façon différente, qui sont portés par des pilastres engagés dans les murs du chevet. Il n'y a pas de chapiteaux, mais des niches à statue en plein cintre sans décoration particulière. Ici les pilastres correspondant au doubleau à l'entrée de l'abside remontent depuis le sol sans interruption au niveau des supports des grandes arcades, et ont comme chapiteaux des sections d'entablement dorique à triglyphes et rosaces. Les chapelles ont des supports analogues, mais la mouluration est plus simple, et dans les angles, les pilastres font défaut. Ainsi les semblants de chapiteaux deviennent des culs-de-lampe, ce qui est inhabituel à la Renaissance. Pour revenir aux pilastres du doubleau à l'entrée de l'abside, ils sont agrémentés de niches à statues simples au même niveau que les autres. Les trumeaux entre les cinq baies de l'abside sont également pourvues de niches. La première au nord et au sud sont nettement plus hautes que celles à l'entrée de l'abside, et contiennent les statues de saint Leu (au nord) et de saint Gilles (au sud). Ensuite, les deux niches encadrant la baie d'axe bénéficient d'un décor exceptionnellement riche, mais restent elles-mêmes vides. Elles sont abritées par des dais architecturés, dont l'étage supérieur évoque des temples en miniature, ou plus précisément des tholos. Le plan est en hémicycle. En bas, entre deux pilastres ioniques, l'on voit trois arcatures en plein cintre retombant sur des culs-de-lampe suspendus dans le vide. Suivent un entablement avec un rang d'oves, une frise de feuilles d'acanthe et une corniche à dentelures. Trois frontons triangulaires sont appliqués contre le socle du tholos, qui ne comporte que trois colonnes ioniques, supportant un dôme garni d'écailles. Ces ornements représentent le seul luxe que le maître d'œuvre s'est permis.
Les six niches de l'abside et les deux niches à la fin des grandes arcades ne sont pas les seules : s'y ajoutent deux petites niches flanquant la baie du chevet de la chapelle de la Vierge, au nord, et au milieu de cette même fenêtre, une niche dépassant les dimensions de toutes les autres, mais décorée assez sobrement d'un fronton triangulaire. Elle a vraisemblablement été conçue pour accueillir la statue de la Vierge à l'Enfant de la première moitié du XVIe siècle. — Reste à revenir sur l'architecture de l'abside. La voûte n'y possède pas de formerets, mais les arcs des fenêtres s'inscrivent directement dans les lunettes de la voûte et s'y substituent visuellement. Seules les ogives de la voûte sexpartite retombent donc sur les sections d'entablement doriques portées par des chapiteaux doriques, qui ici sont complets. En revanche, le niveau des chapiteaux du second ordre devrait normalement resté réservé à l'ordre ionique, car des colonnes et entablements doriques se trouvent déjà au niveau des grandes arcades, et conformément à la règle de la superposition des ordres, les chapiteaux du second ordre sont ioniques au début du chœur. Pour rester cohérent, le maître d'œuvre aurait dû continuer dans cette logique. Malgré ces défauts qui ne se dévoilent qu'au visiteur avisé, la partie XVIe siècle de l'église Saint-Leu-Saint-Gilles de peut être considérée comme l'un des plus beaux espaces liturgiques Renaissance du pays de France.

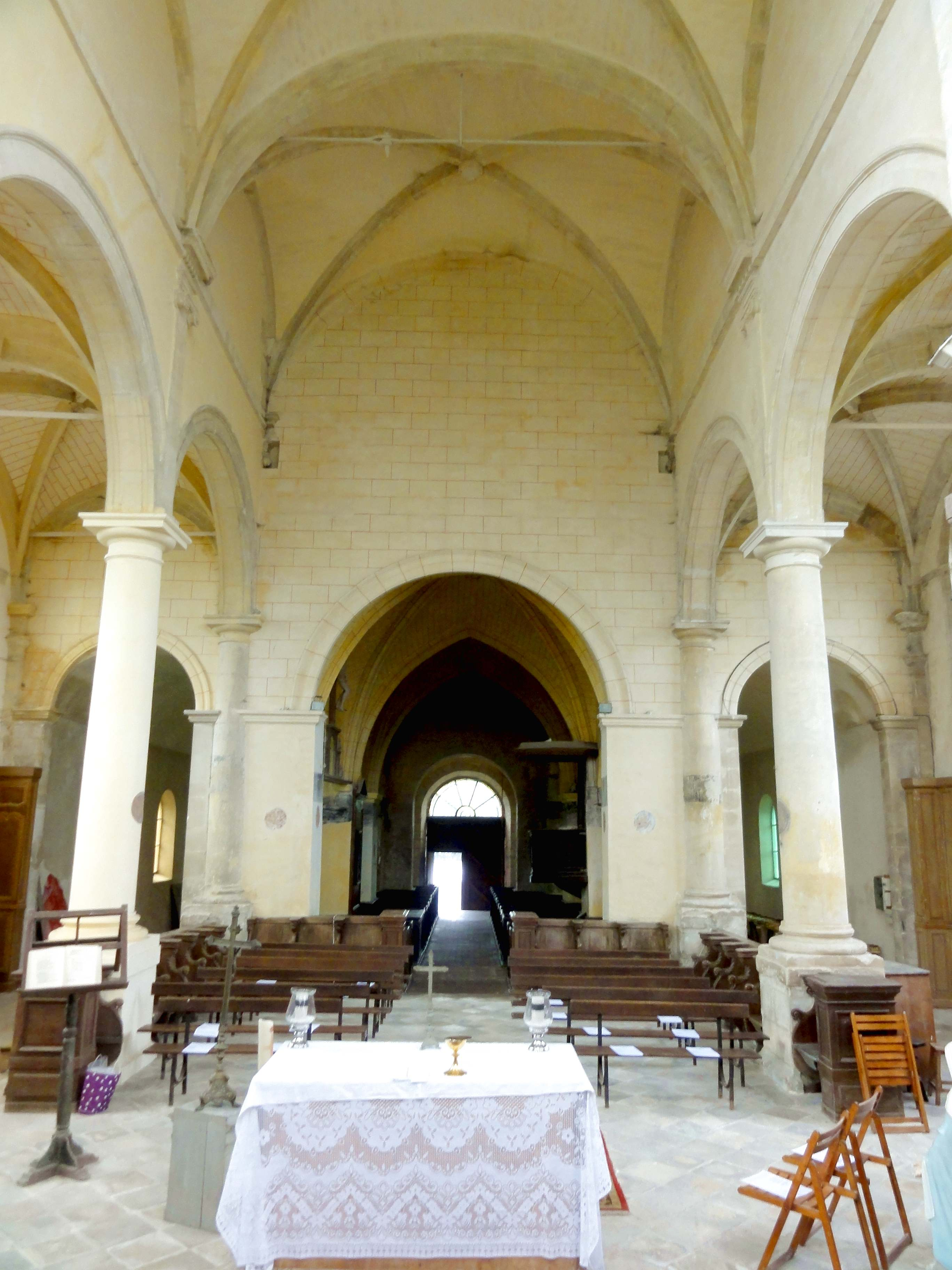
Chœur, vue vers l'ouest.
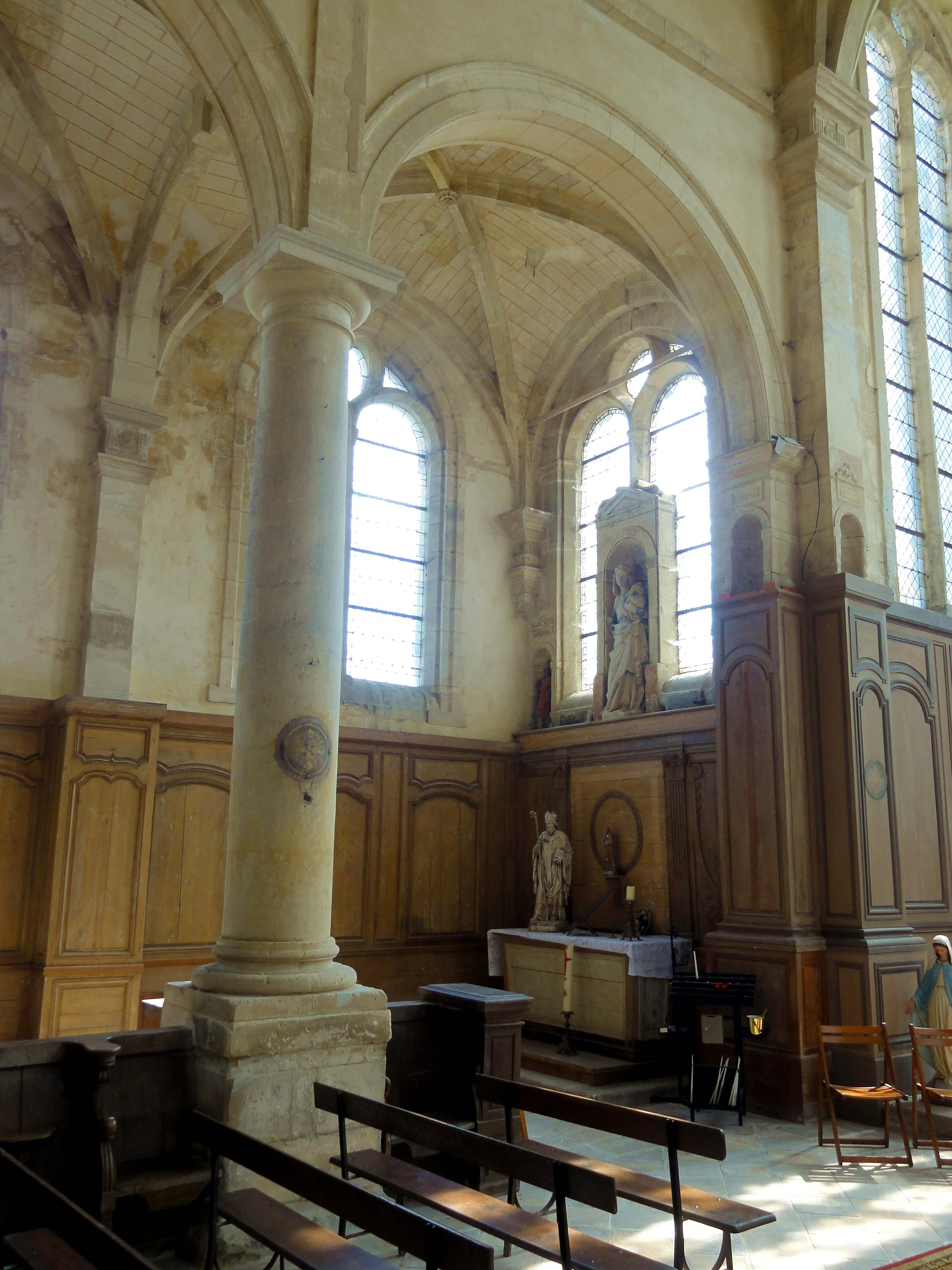
Vue sur la chapelle de la Vierge, au nord.
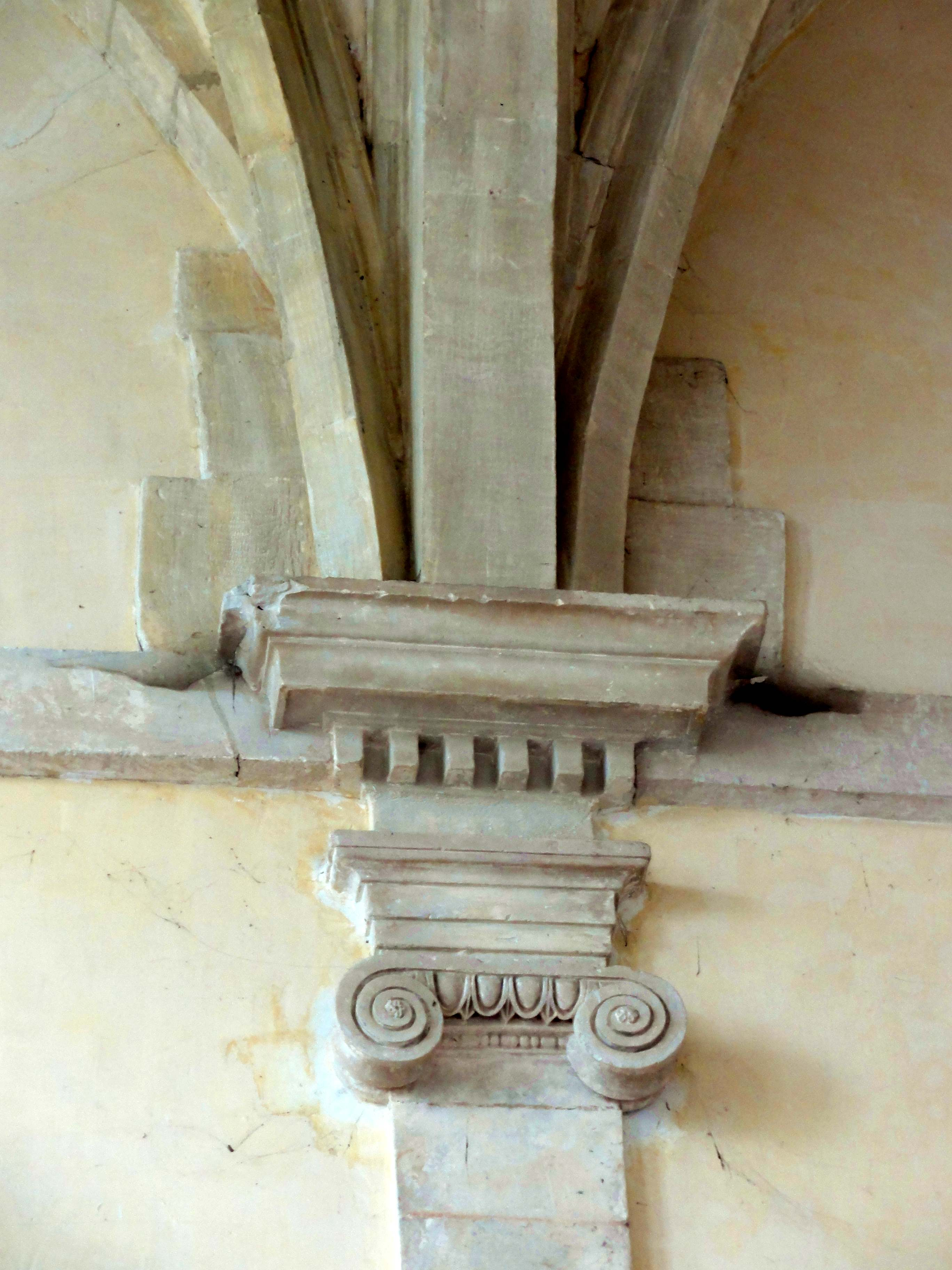
Chapiteau ionique du 1er doubleau intermédiaire.
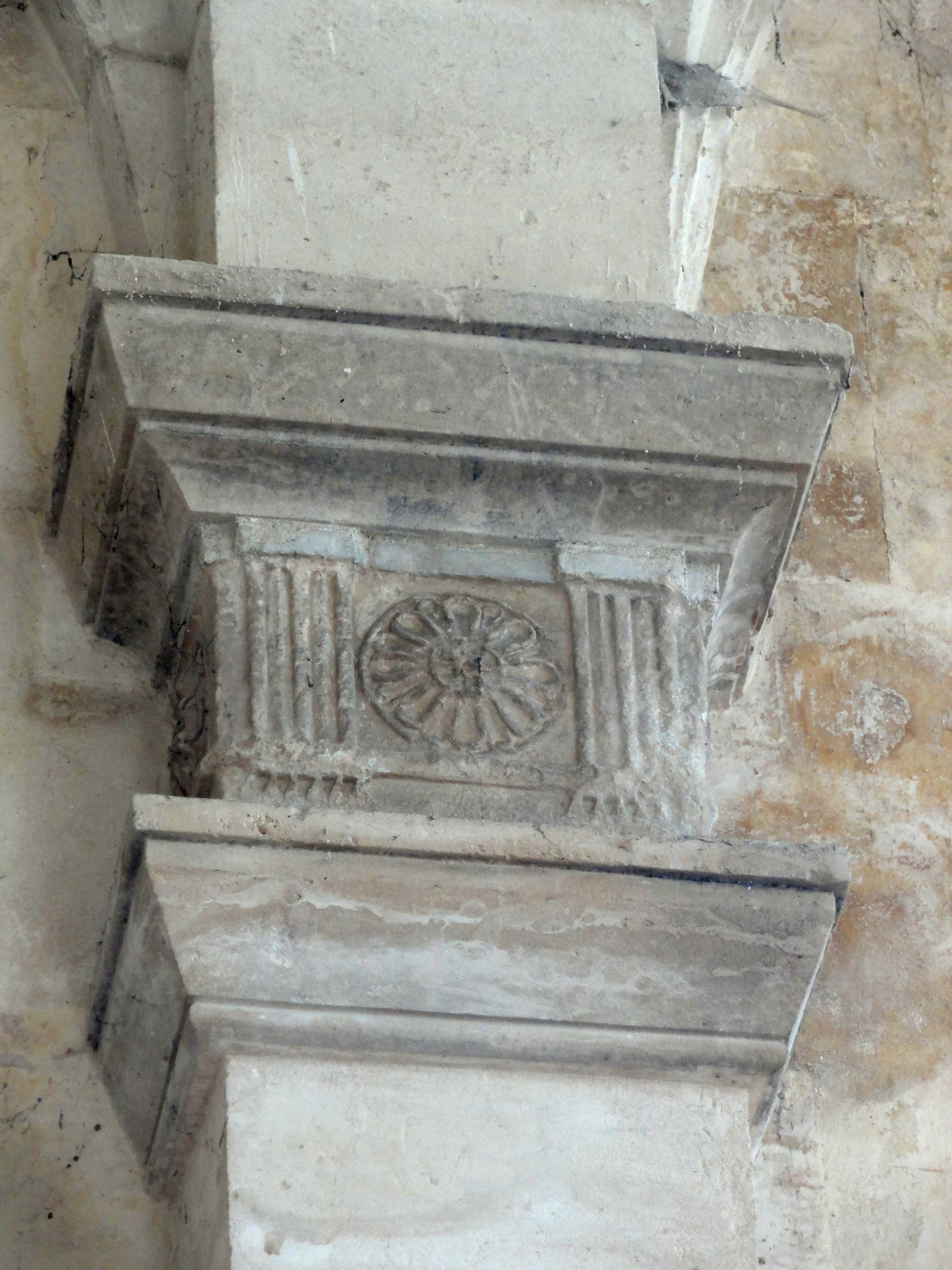
Entablement dorique du doubleau des chapelles.
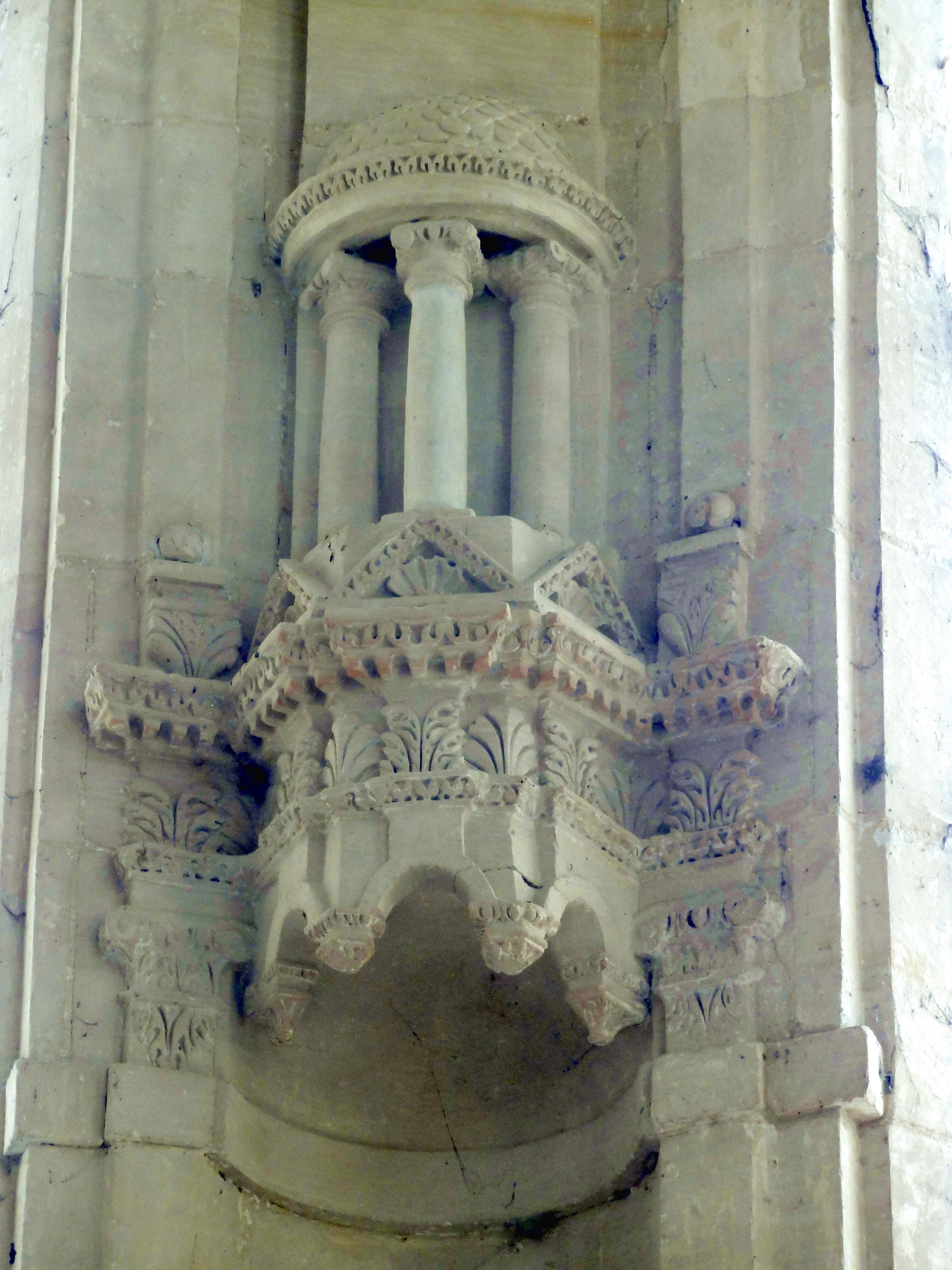
Abside, dais des niches flanquant la baie d'axe.
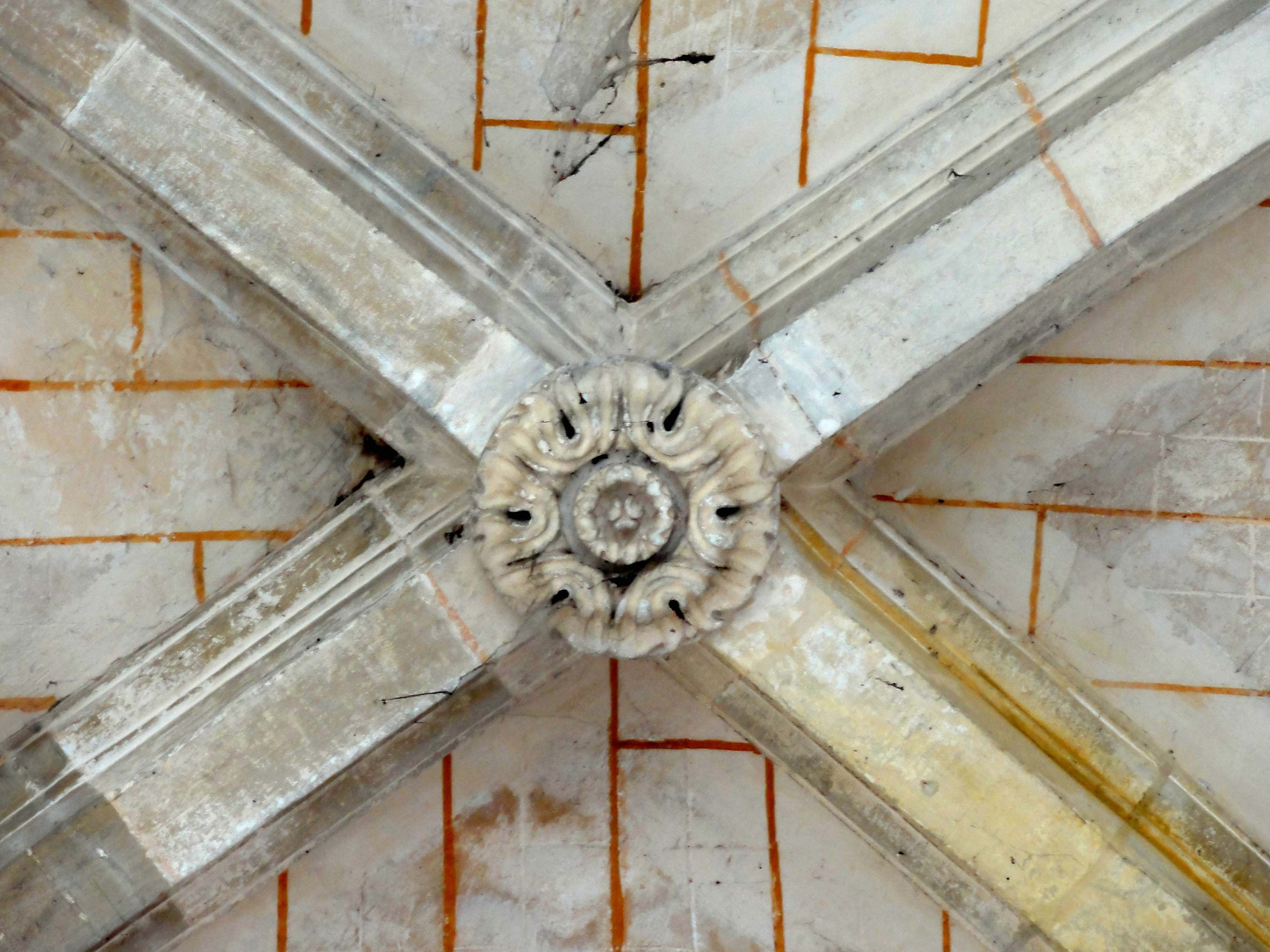
Clé de voûte de la chapelle nord.

## Mobilier

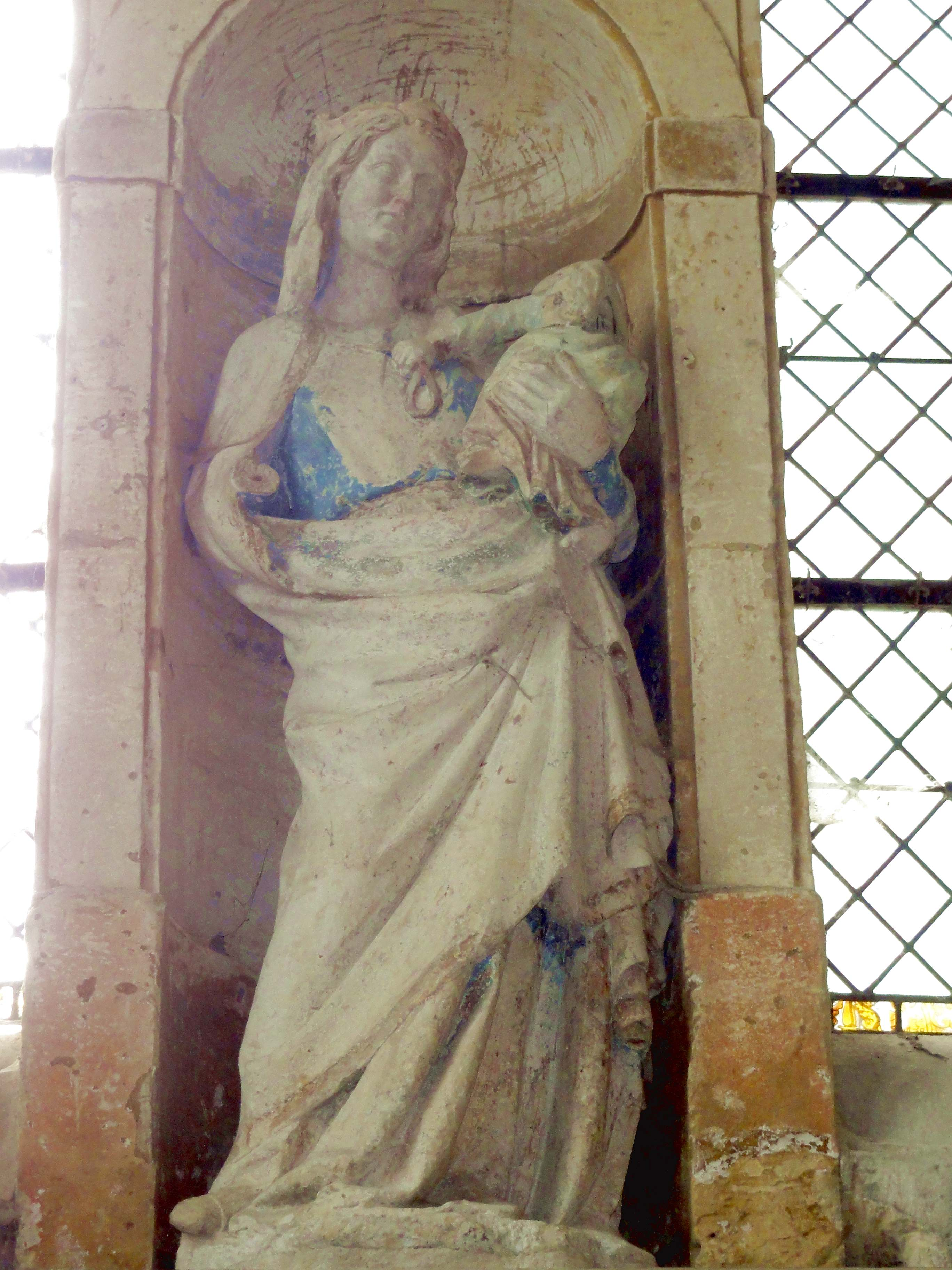
Vierge à l'Enfant du XIVe siècle.

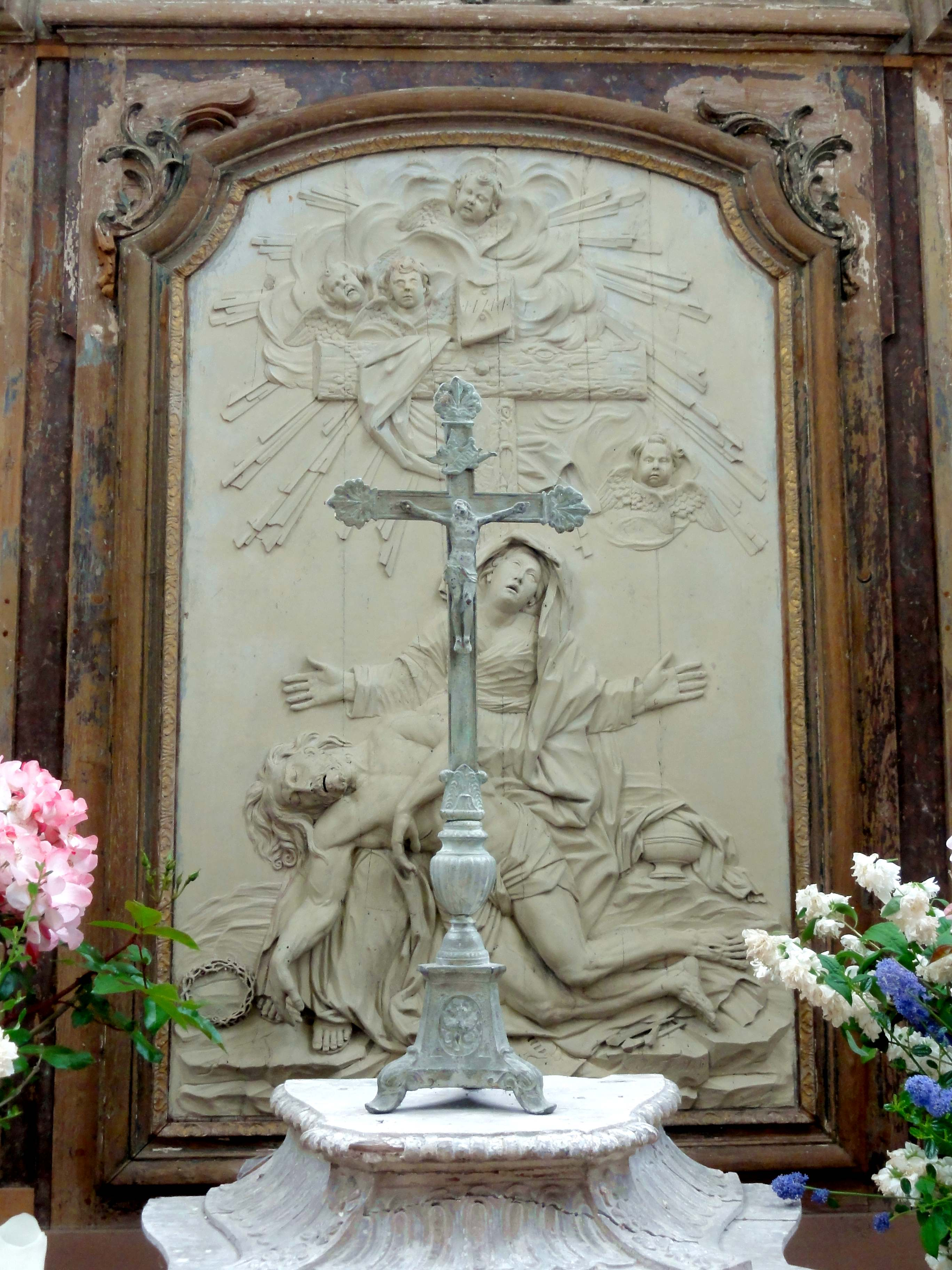
Retable : Vierge de Pitié.

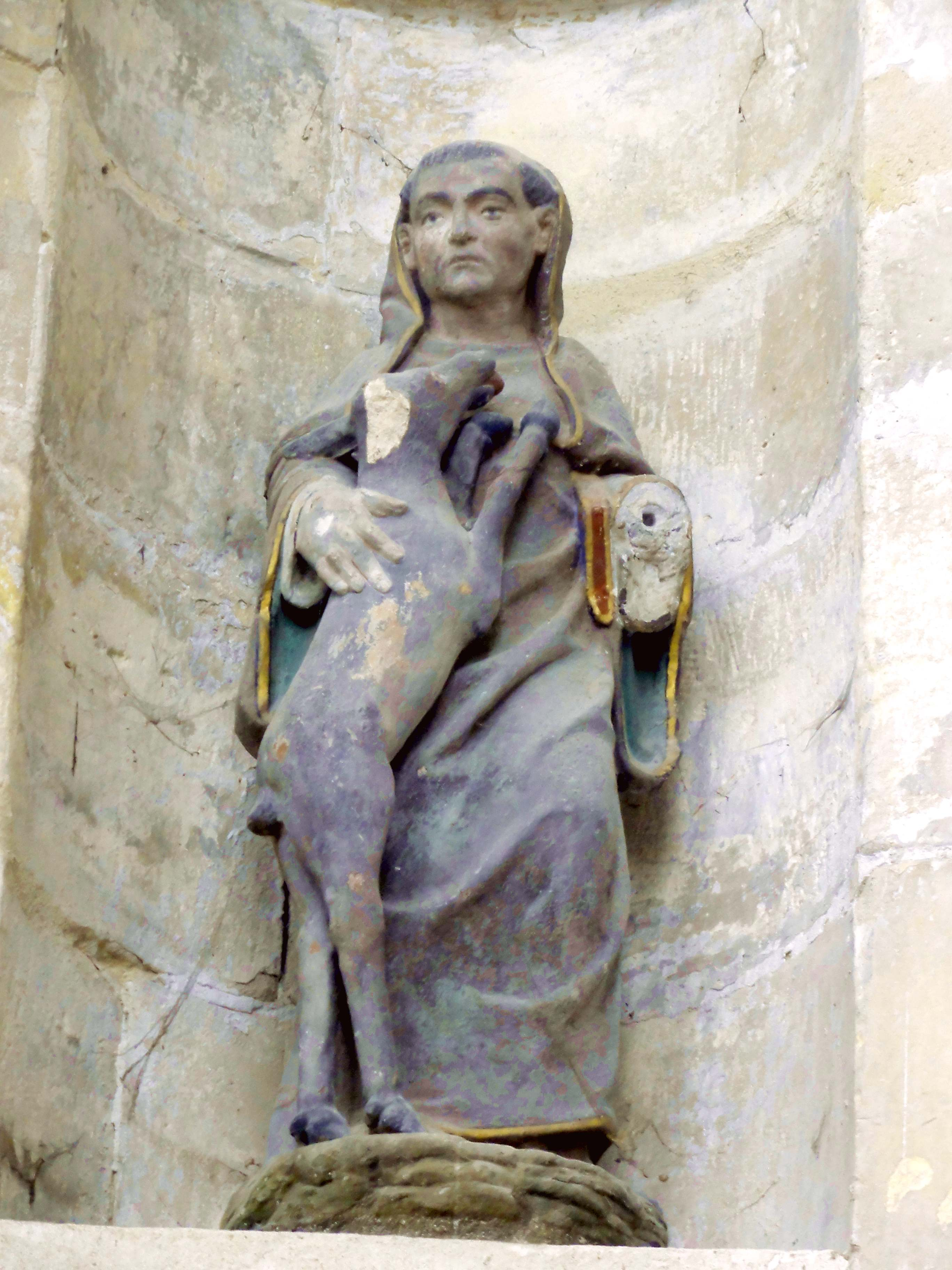
Statue de saint Gilles.

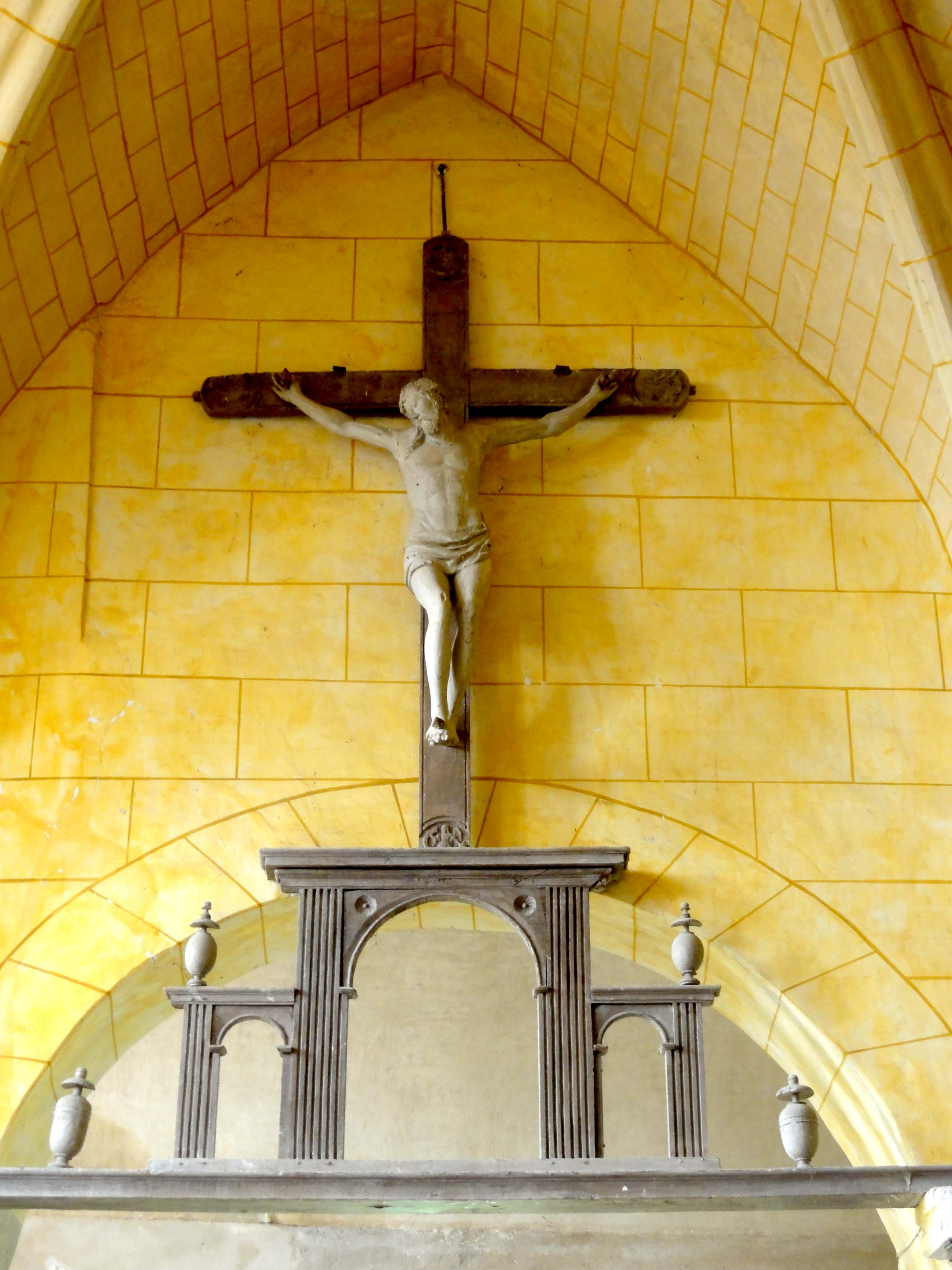
Poutre de gloire.

L'église Saint-Leu-Saint-Gilles renferme sept éléments de mobilier classés monument historique au titre objet.
- La statue en pierre de la Vierge à l'Enfant, mesure 157 cm de haut et date de la première moitié, voire du début du XIVe siècle. Elle se trouve dans la niche au milieu de la fenêtre du chevet de la chapelle nord, qui est justement dédiée à la Vierge Marie. Au moment du classement en 1915, la statue était placée sur un socle contre un pilier de la nef. Malheureusement elle est assez mutilée, et la tête de l'Enfant Jésus et la main droite de la mère manquent. La polychromie d'origine ne subsiste qu'à certains endroits. La Vierge porte une couronne au-dessus du voile autour de sa tête. Son regard, tourné vers l'Enfant, paraît soucieux. Elle est vêtue d'une robe et d'un manteau dont les étoffes, bien ajustées au corps, suivent le hanchement de la posture, et le mouvement tournant de la jambe droite. L'Enfant joue avec la cordelette qui maintient le manteau de sa mère[14],[15].
- La statuette en pierre de saint Gilles avec sa biche mesure 96 cm de haut et date du premier quart du XVIe siècle. Elle conserve une polychromie ancienne, qui a perdu un peu de son éclat. La main gauche manque, mais sinon la statue est jugée en bon état lors de l'Inventaire général du patrimoine culturel en 1980. Elle était à cette époque conservée en la mairie[16].
- Le lambris du chœur et des chapelles latérales est assorti au retable du maître-autel, qui comporte un bas-relief en bois représentant la Vierge de Pitié. Il mesure 184 cm de haut et 114 cm de large, et a été exécuté en 1755 par le sculpteur Guérin. On le sait grâce à la signature en latin, « Gerin sculpsit / 1755 ». Cet artiste, qui n'est pas connu par d'autres œuvres, s'est apparemment inspiré de la Descente de croix de Nicolas Coustou, qui fait partie du monument du vœu de Louis XIIIdans la cathédrale Notre-Dame de Paris, exécuté en ronde-bosse entre 1715 et 1728. Le retable de Chennevières interprète cette grande œuvre d'une façon plus sévère et plus sèche. Il est à noter que la partie supérieure est considérée comme rapportée. Le commanditaire devait être le seigneur de Chennevières, dont les armes figurent sur le panneau en bas à droite. Outre le retable, l'autel, le tabernacle et le lambris sont également classés monument historique depuis 1996[17],[18].
- La poutre de gloire de la seconde moitié du XVIe siècle, ou de la limite XVIe / XVIIe siècle selon les sources, est accrochée au-dessus du banc d'œuvre, au sud de la dernière travée de la nef. Elle ne mesure que 160 cm de large, et n'était donc pas destinée à être accrochée sous l'arc triomphal, à l'entrée du chœur liturgique. Le Christ en croix domine une arcade en plein cintre, flanquée de deux petites arcades, correspondant sans doute aux croix du mauvais larron et du bon larron qui ont disparu. L'ensemble des trois arcades représente donc le Golgotha. On devait également trouver les statues de la Vierge de douleur et de saint Jean, les deux personnes que Jésus a le plus aimées. Des vases sont disposés aux extrémités des petites arcades, ainsi qu'aux extrémités de la poutre elle-même. Un autre détail intéressant mérite l'attention : les symboles des quatre Évangélistes figuraient aux extrémités du crucifix (Tétramorphe). L'homme ailé de saint Matthieu, en bas, ainsi que le bœuf ailé de saint Luc, à droite, sont encore reconnaissables[19],[20].
- Le bas-relief en bois de chêne taillé de la Crucifixion est intégré dans le dossier du banc d'œuvre, et provient d'un retable démantelé du XVIe siècle. Il mesure 120 cm de haut pour 72 cm de large. Ce sont notamment la composition étagée sur trois niveaux et l'attitude figée des personnages qui permettent de rattacher l'œuvre à l'art naïf et populaire, qui se réfère à des œuvres plus savantes. Cependant, le sens de la narration est remarquablement bien développé, et l'artiste ne manque pas d'originalité en ajoutant des formes cubiques et géométriques afin de donner du relief au paysage. Classé dès 1915, le bas-relief a longtemps été conservé à la mairie avant de retrouver son emplacement antérieur[21],[22].
- La plaque funéraire de Pierre Guérin, mort en 1651, et de Martine Chulot sa femme, morte en 1658, mesure 165 cm de haut et 80 cm de large, l'épaisseur étant de 8,5 cm. Elle est scellée dans le dernier pilier de la nef, dans le bas-côté sud. La dalle comporte un tympan en hémicycle, où sont représentés un homme et deux femmes agenouillés, priant devant un Christ en croix. L'essentiel de la dalle est couvert de trente-et-une lignes de texte, qui ont été relevées par le baron Ferdinand de Guilhermy, au troisième quart du XIXe siècle, et sont toujours très bien lisibles. Pierre Guérin était procureur fiscal de la seigneurie de Chennevières, et en même temps laboureur, c'est-à-dire cultivateur qui pour l'essentiel ne travaillait pas sur ses propres terres. Lui et sa femme, qui se nomme Martine et non Jeanne, contrairement à ce que mentionne le dossier de classement, fondent une messe obituaire solennelle par an, ainsi que d'autres services pour le repos de leur âme, et celui de leur fille Louise, de son vivant épouse de Philippe Berson. On comprend donc l'identité des trois personnes représentées sur le tympan. Afin d'assurer la célébration des messes à perpétuité, les époux laissent des terres et des rentes au conseil de fabrique. Il s'agit donc d'une plaque de fondation. Les termes font l'objet d'un acte passé devant Rougemont, tabellion (notaire) à Moussy-le-Neuf. Une tête de mort figure tout en bas de la dalle[23],[24].
- Un fragment d'une dalle funéraire du XVIIe siècle gît, abandonné, sous l'escalier desservant le clocher. Le décor comporte une tête du Christ, qui a été bûchée de deux traits obliques[25]. Ce fragment a été classé en 1979, mais ne figure pas à l'Inventaire pourtant dressé seulement un an plus tard.

En plus de la statuette de saint Gilles, patron de la paroisse, quatre autres statuettes du XVIe siècle peuvent être admirées dans l'église. Aucune ne dépasse un mètre de hauteur. Le saint évêque face à saint Gilles, au nord de l'abside, devrait représenter saint Leu (en pierre). Dans la nef, on voit sainte Marguerite (en pierre) accompagnée de son attribut, le monstre qu'elle aurait combattu. À droite de la Vierge à l'Enfant, se trouve sainte Geneviève (en bois), l'une des saintes les plus populaires de la région jusqu'à la fin du XIXe siècle. À gauche de la Vierge, un deuxième saint évêque n'est pas identifiable en l'absence d'attribut. Une cinquième statue ancienne, décapitée et mutilée, se trouve à la fin du bas-côté nord et a été datée du XIVe siècle. Elle représente un homme debout tenant un gant dans une main, mais l'absence d'attribut ne permet pas non plus de l'identifier. Reste à mentionner une statuette en bois de saint Nicolas, déposée en mairie. Comme particularité, la baquette avec les trois enfants qu'il a ressuscités (ou, selon une autre version de sa légende, une barque) n'est pas reliée à la statue.
Non classé, le fragment de la dalle funéraire de Michel Fragnier de Monflambert, seigneur de Chennevières-lès-Louvres au moment de la Révolution française et mort en 1803 à l'âge de soixante-quinze ans, est également déposé sous l'escalier desservant le clocher. Seul le tympan manque, et le fragment mesure encore 110 cm de haut et 48 cm de large,.

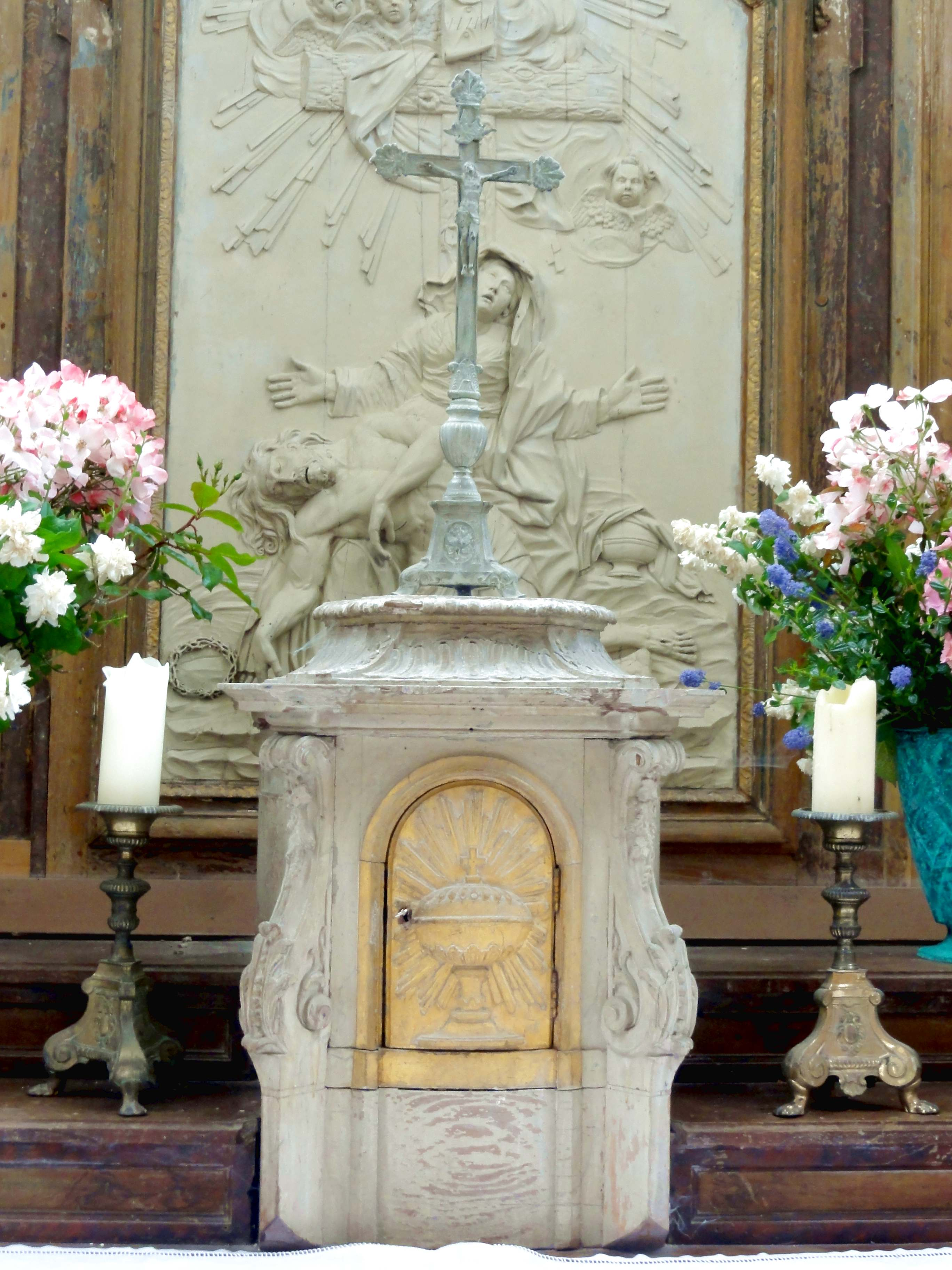
Tabernacle.
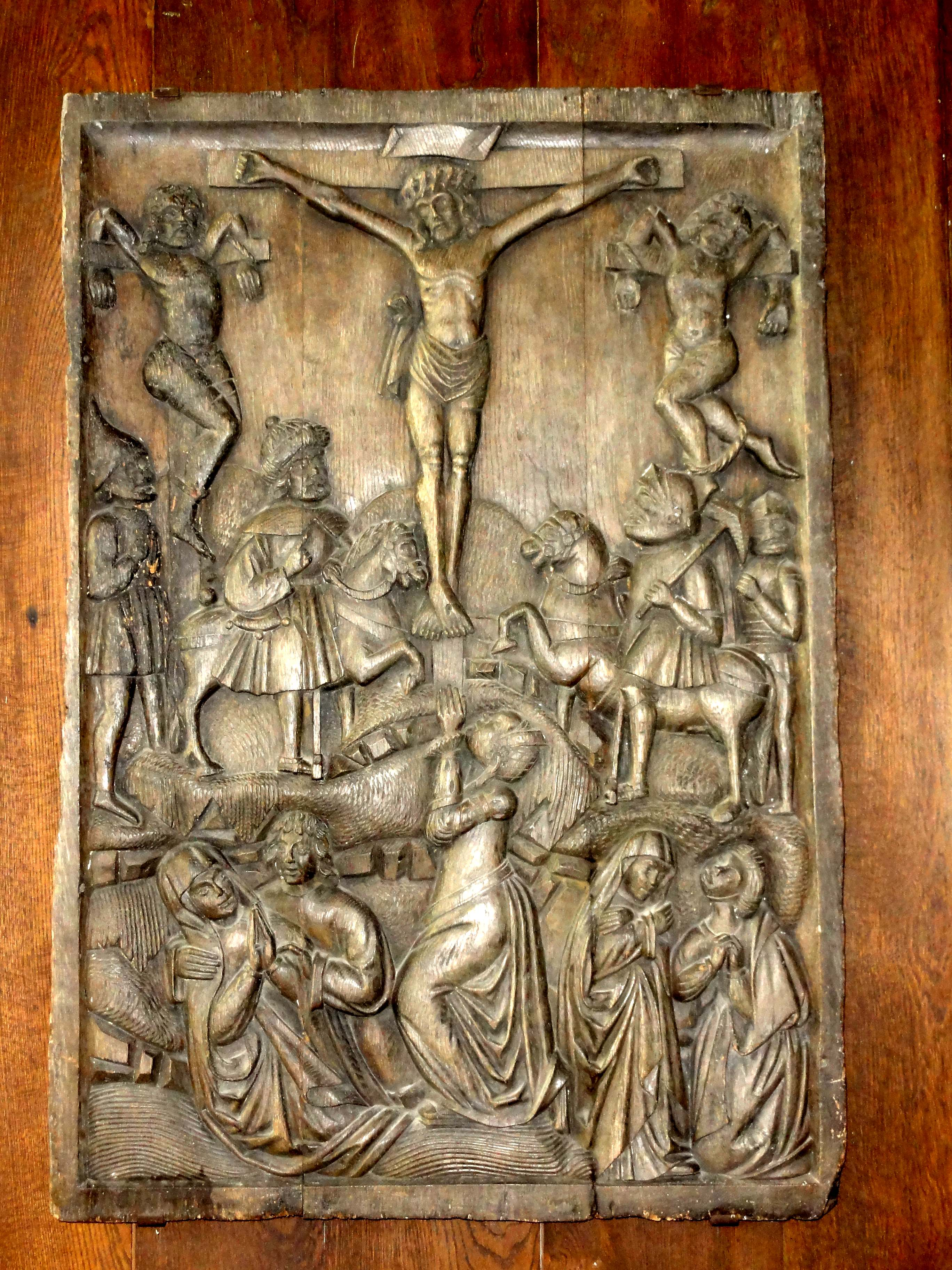
Bas-relief - Crucifixion.
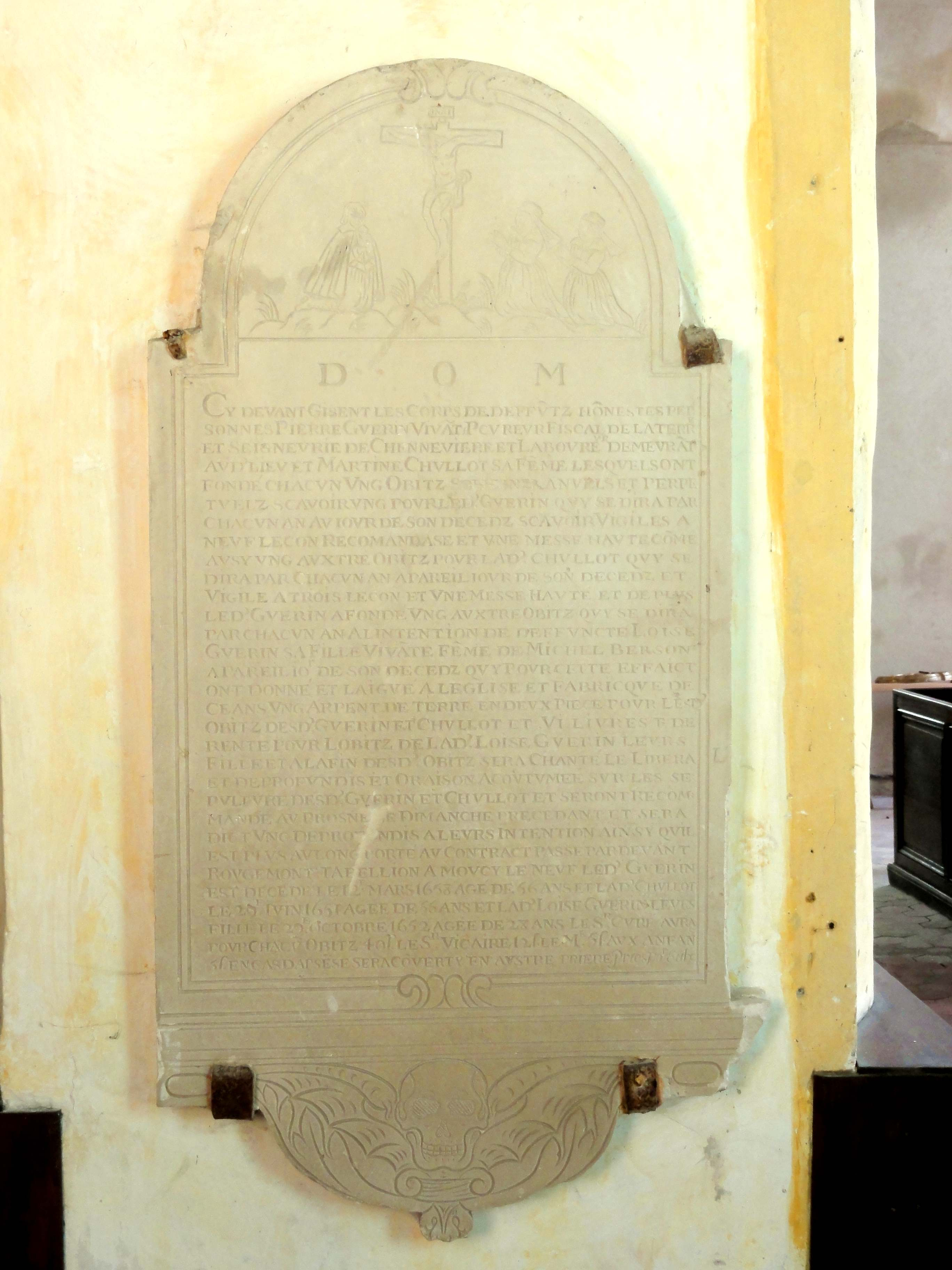
Plaque funéraire.
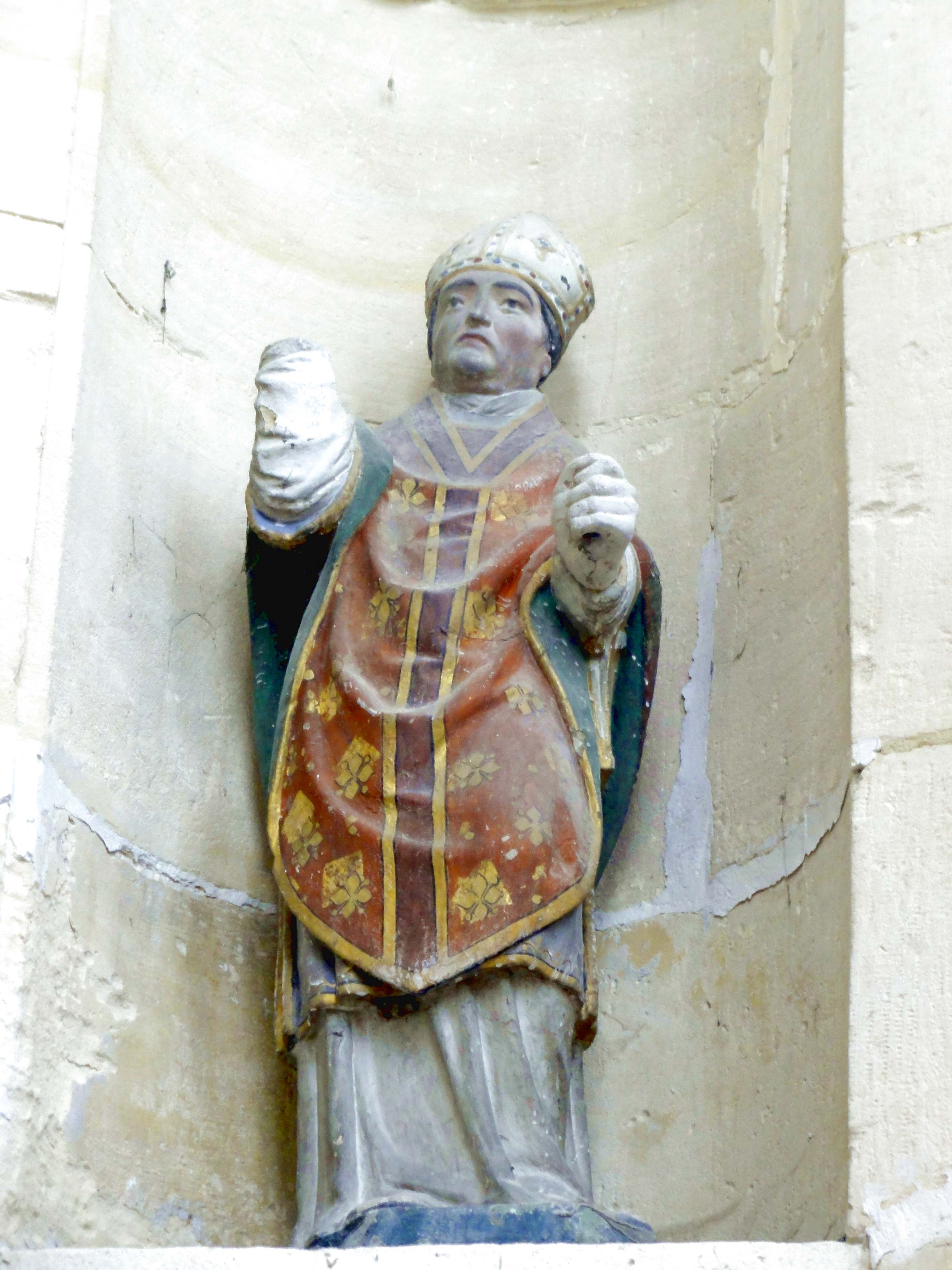
Statue de saint Leu.
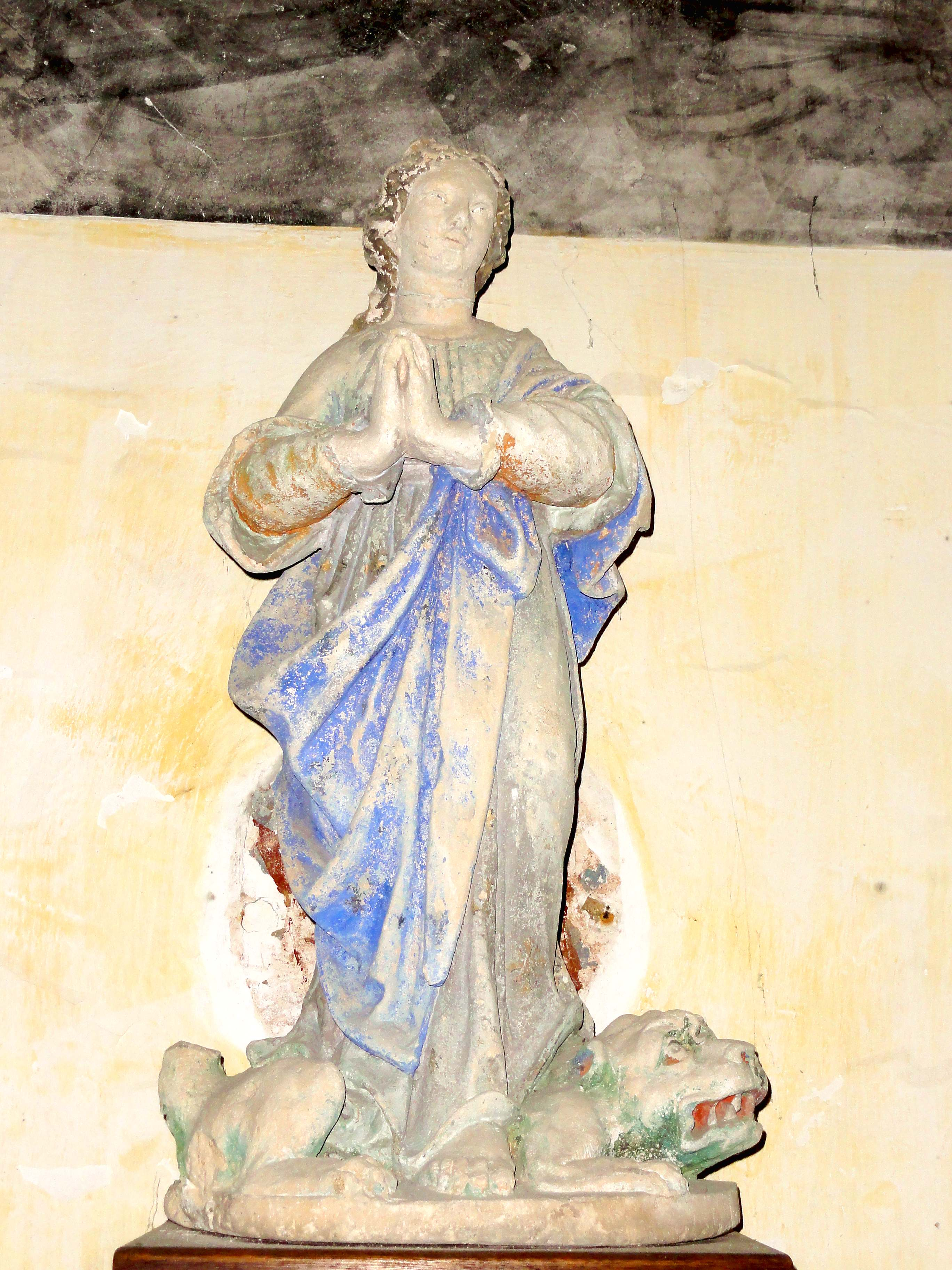
Statue de sainte Marguerite.
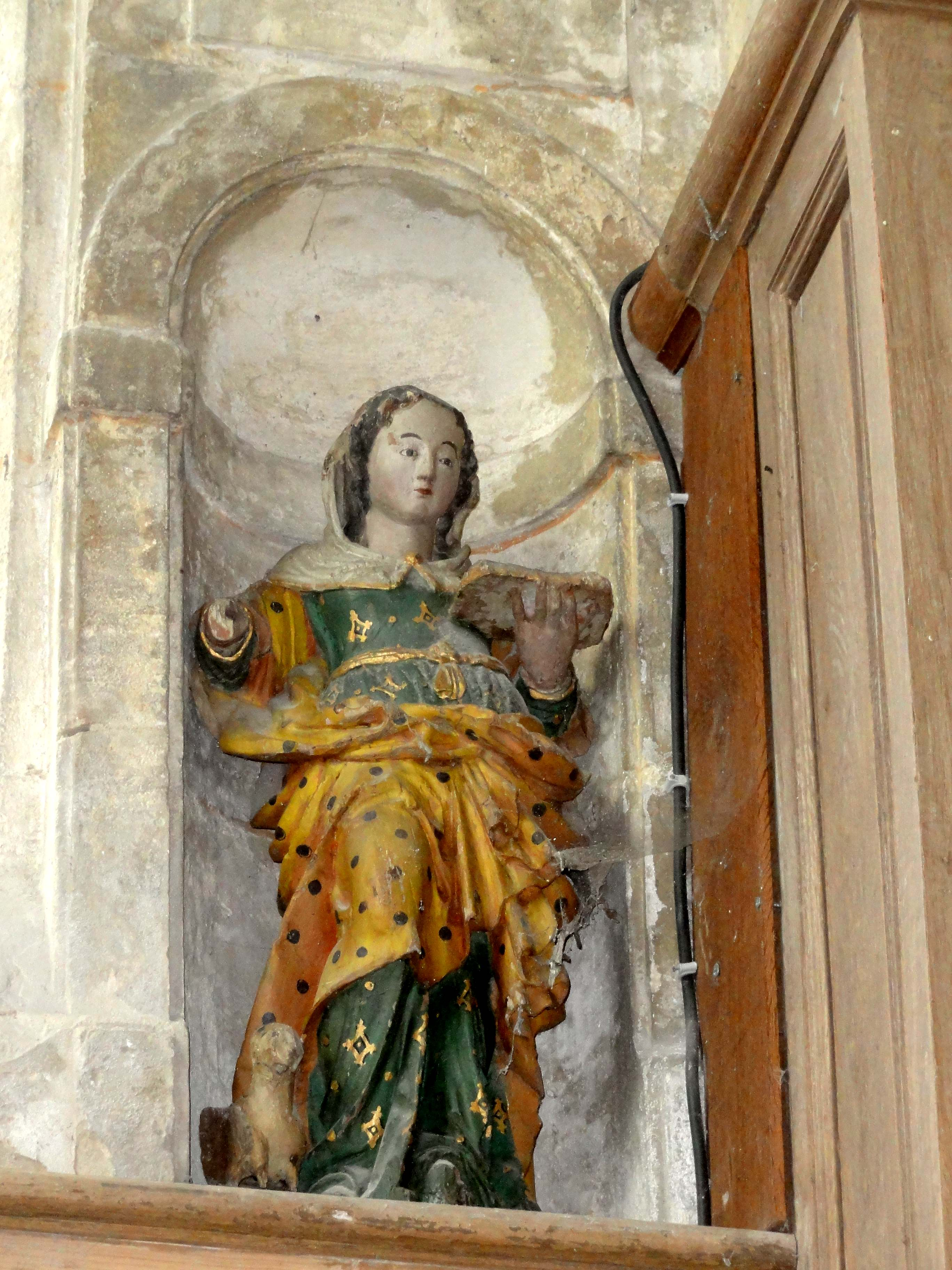
Statue de sainte Geneviève.